# Венеційська скульптура 18 століття

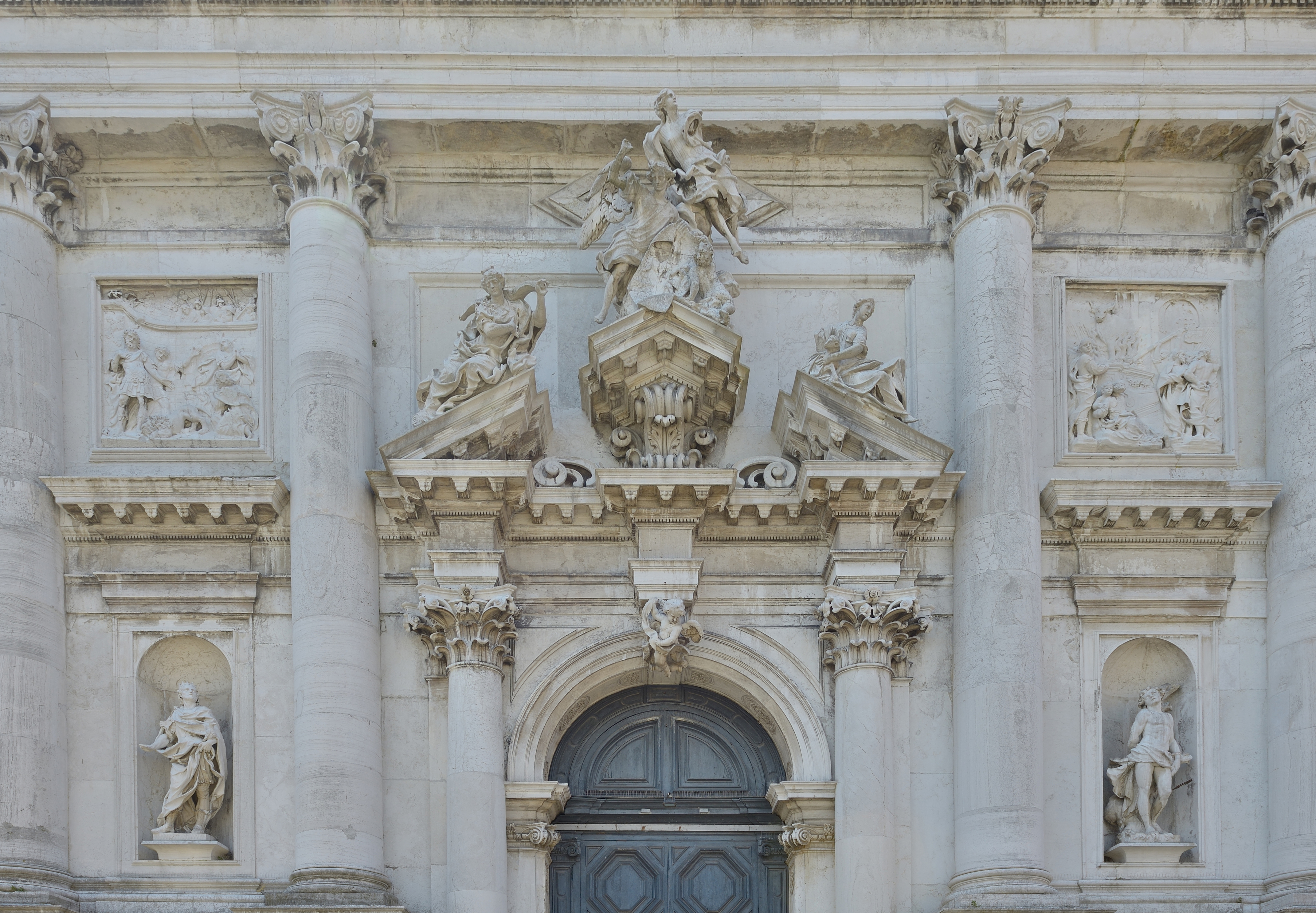
П'єтро Баратта та Джузеппе Торретто. Головний фасад церкви Сан Стає, Венеція.

Венеційська скульптура 18 століття — відома художня і комерційна галузь творчості скульпторів Венеції та майстрів її континентальних володінь.

## Історія вивчення

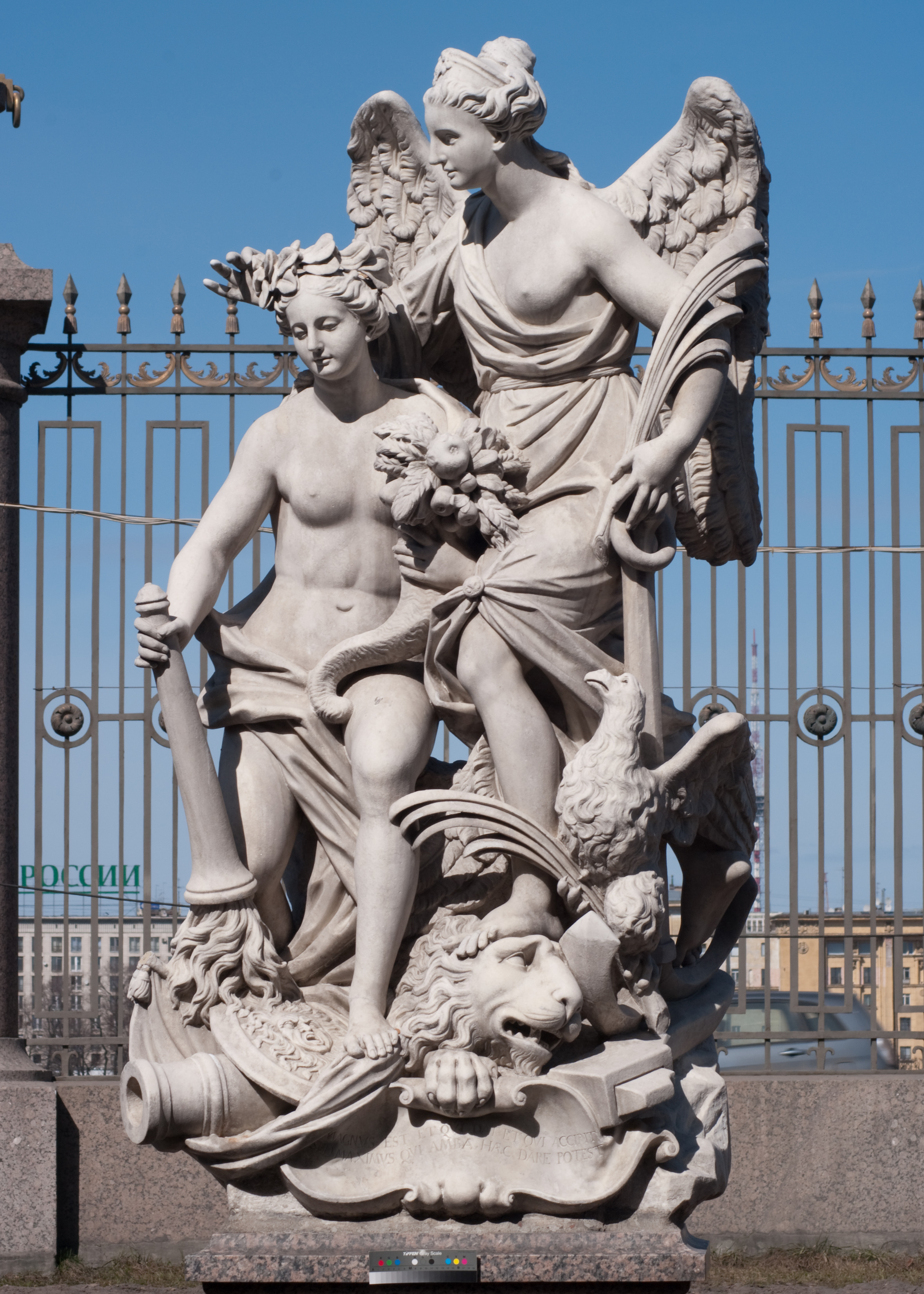
П'єтро Баратта. Скульптура «Алегорія Ніштадської угоди», 1722 рік.

Вивчення венеційської скульптури розпочалося давно, але зупинялось на творчості окремих митців відродження (Якопо Сансовіно) або на окремих творах того чи іншого майстра.
На тлі підвищеної зацікавленості в дослідженнях доби бароко в 20 ст. розпочався новий етап вивчення венеційської скульптури 18 ст. Через утиски сталінського режиму увірвались наукові зв'язки з закордонними науковцями. Так, історик і мистецтвознавець в СРСР пані Ж. Мацулевич займалась описом і вивченням паркової скульптури в Ленінграді. 1936 року пані Ж. Мацулевич оприлюднила власну тематичну книгу («Літній сад і його скульптура», Л., 1936). Роками вона збирала матеріали, присвячені венеційській скульптурі 18 ст., зразки якої потрапили в Росію і були частково збережені в поодиноких дворянських садибах(Великий Гатчинський палац, Павловськ (музей-заповідник), Кусково, Архангельське) або у нашвидкуруч створених музеях (Історико-художній музей у Серпухові, в останній потрапили скульптури венеційця Антоніо Тарсія).
Мацулевич не встигла оприлюднити власні матеріали щодо збірок венеційських скульптур в музеях Москви та тодішнього Ленінграда, однак вони збережені в її особистому фонді в Державному Ермітажі. Не всі архіви були їй доступні, як не могла вона знати і про новітні розшуки інших дослідників, вітчизняних і закордонних.
У середині 20 ст. власні дослідження провів італійський мистецтвознавець Камілло Семенцато (Camíllo Semenźato). Останній спирався як на книгу пані Ж. Мацулевич, так і на власні розшуки. 1966 року він оприлюднив капітальне дослідження про венеційську скульптуру 17 та 18 ст. (Semenźato C. La scultura veneta del Seicento e del Settecento. Venecia, 1966). Наукова вартість твору Семенцато тим більша, що він надав не тільки довідкові життєписи майстрів, а і також каталог виконаних робіт разом із скульптурами знищеними чи не знайденими на той час.
Робити огляд венеційської паркової скульптури 18 ст. без огляду колекцій Санкт-Петербурга неможливо. Незважаючи на зміни місцезнаходження та втрати, там збережена цікава колекція, частково репрезентована в парках, а більшою частиною перенесена в музеї. Скульптури Літнього саду замінили сучасними копіями, а оригінали реставровані і виставлені в залах Інженерного замку, відділку Держ. Російського музею. Мистецькі вартісні і віртуозно створені скульптури Альвізе Тальяп'єтра (Алегорія Юстиції) та «Діана з Амуром та песиком», створена італійським скульптором Джузеппе Торретто (1661—1743), виставлені в Ермітажі, перша в Зимовому палаці, друга в Меншиковському палаці, нині філії Ермітажу. "Діана з Амуром" походить з первісного комплекту скульптур, якими прикрасили Літній сад в Петербурзі на початку 18 століття. Літній сад  на той час мав декілька «лежачих скульптур», але вони були пошкоджені і зникли. «Діана з Амуром та песиком» одна з небагатьох «лежачих скульптур», що збережена з тої доби. Скульптура створена 1717 року і має власний підпис Джузеппе Торретто, важливий для розпізнання інших творів митця.

## Відомі майстри та ремісники

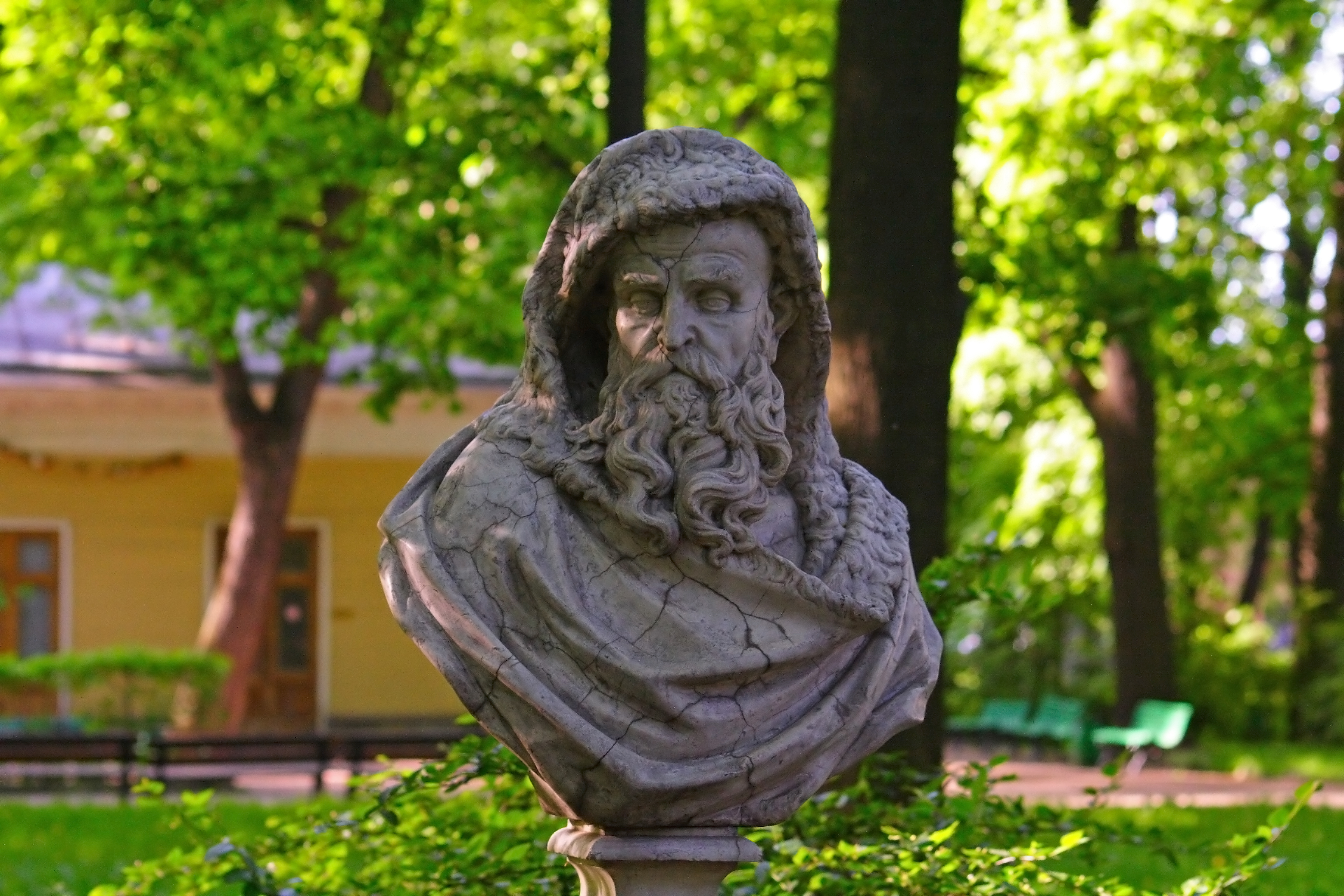
П'єтро Баратта. Погруддя «Алегорія Зими», Літній сад (Санкт-Петербург), 1717 р.

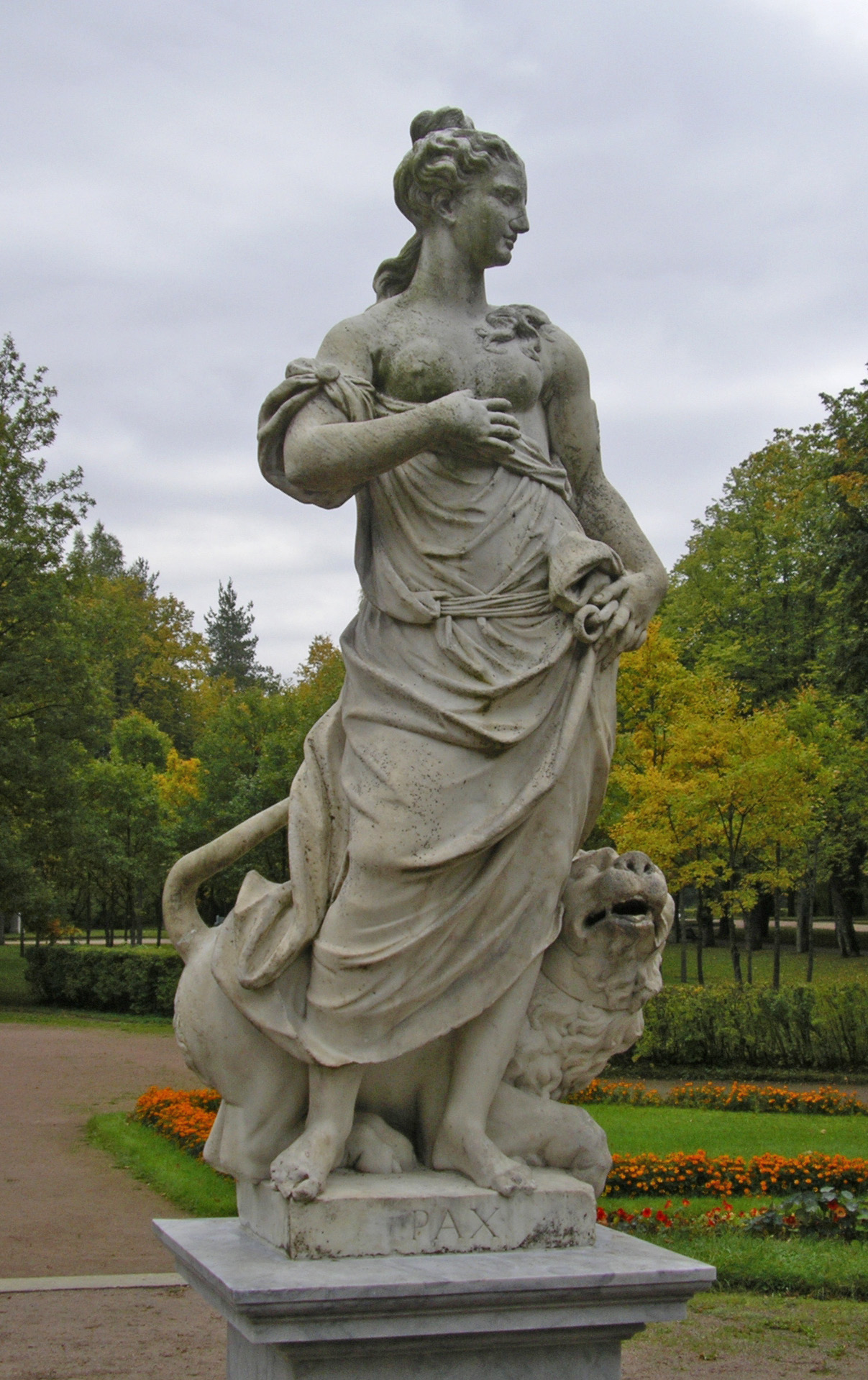
П. Баратта, алегорія Миру. Павловськ, Великі круги.

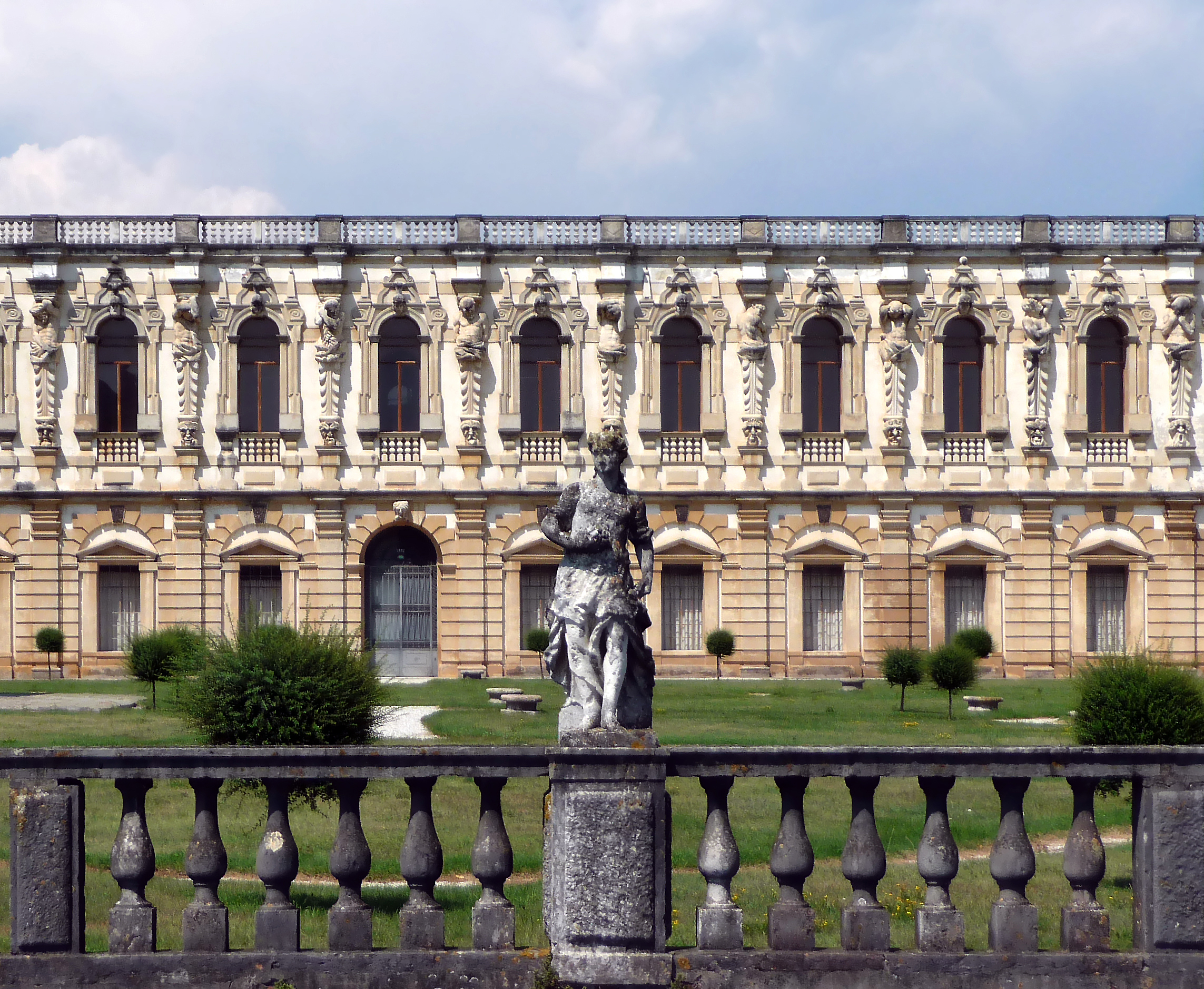
Скульптура Вілли Контаріні, провінція Падуя.

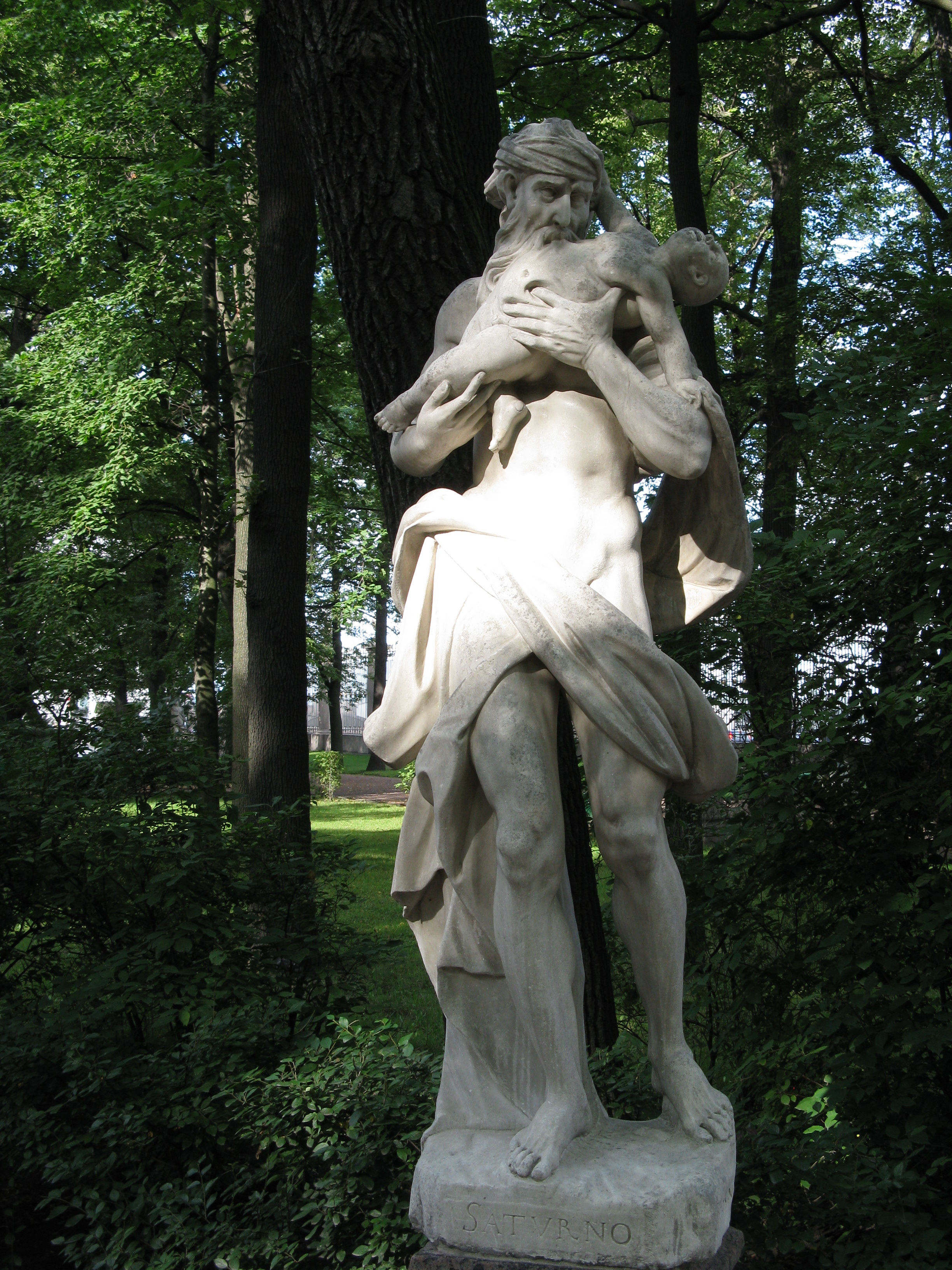
Ск.Франческо Кабіянка або Франческо Пенсо. «Алегорія всепоглинаючого Часу» або «Сатурн»

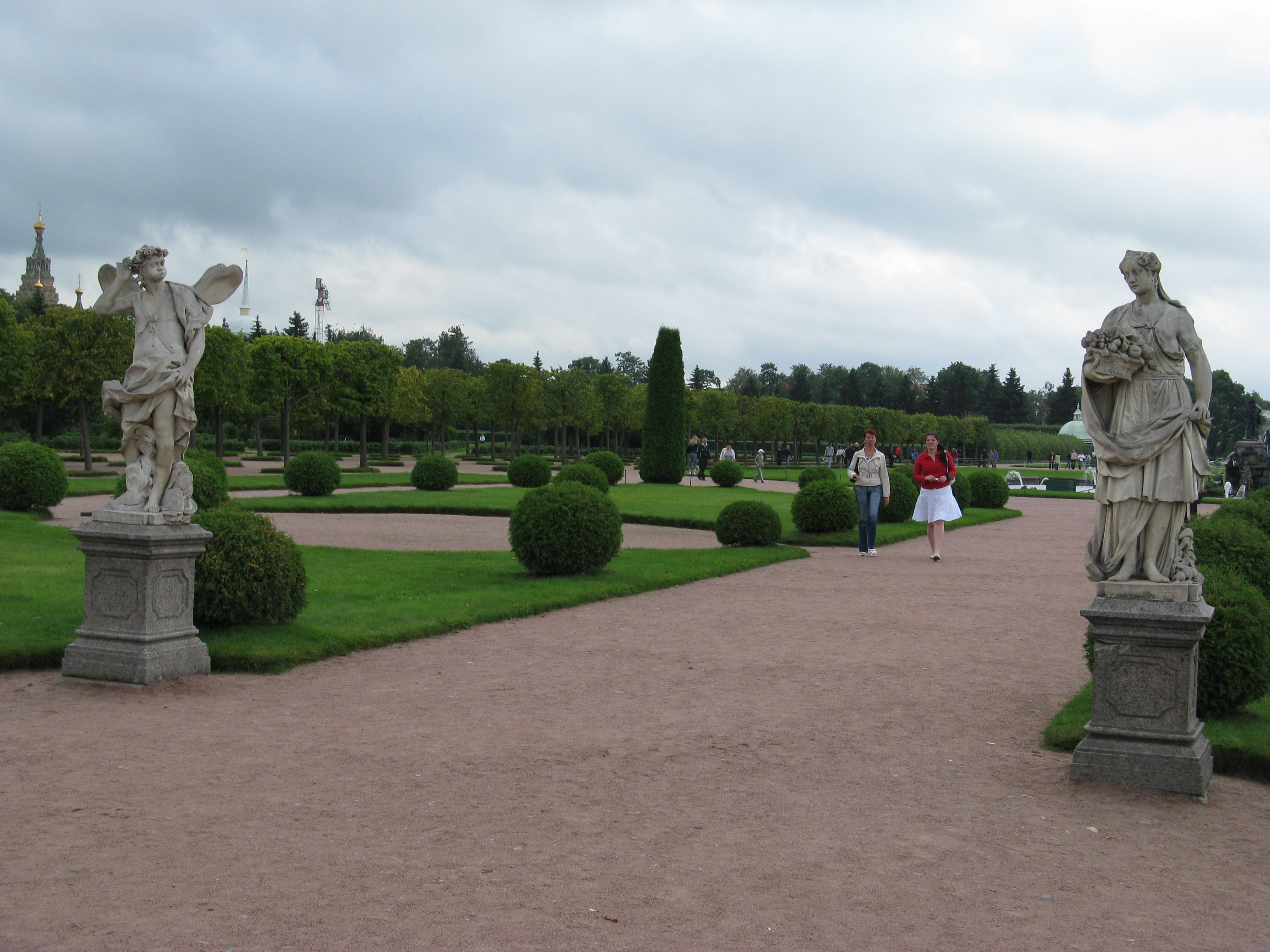
Ск. Антоніо Бонацца. Вітрець «Зефір» та богиня плодів «Помона». Петергоф (палацово-парковий ансамбль).

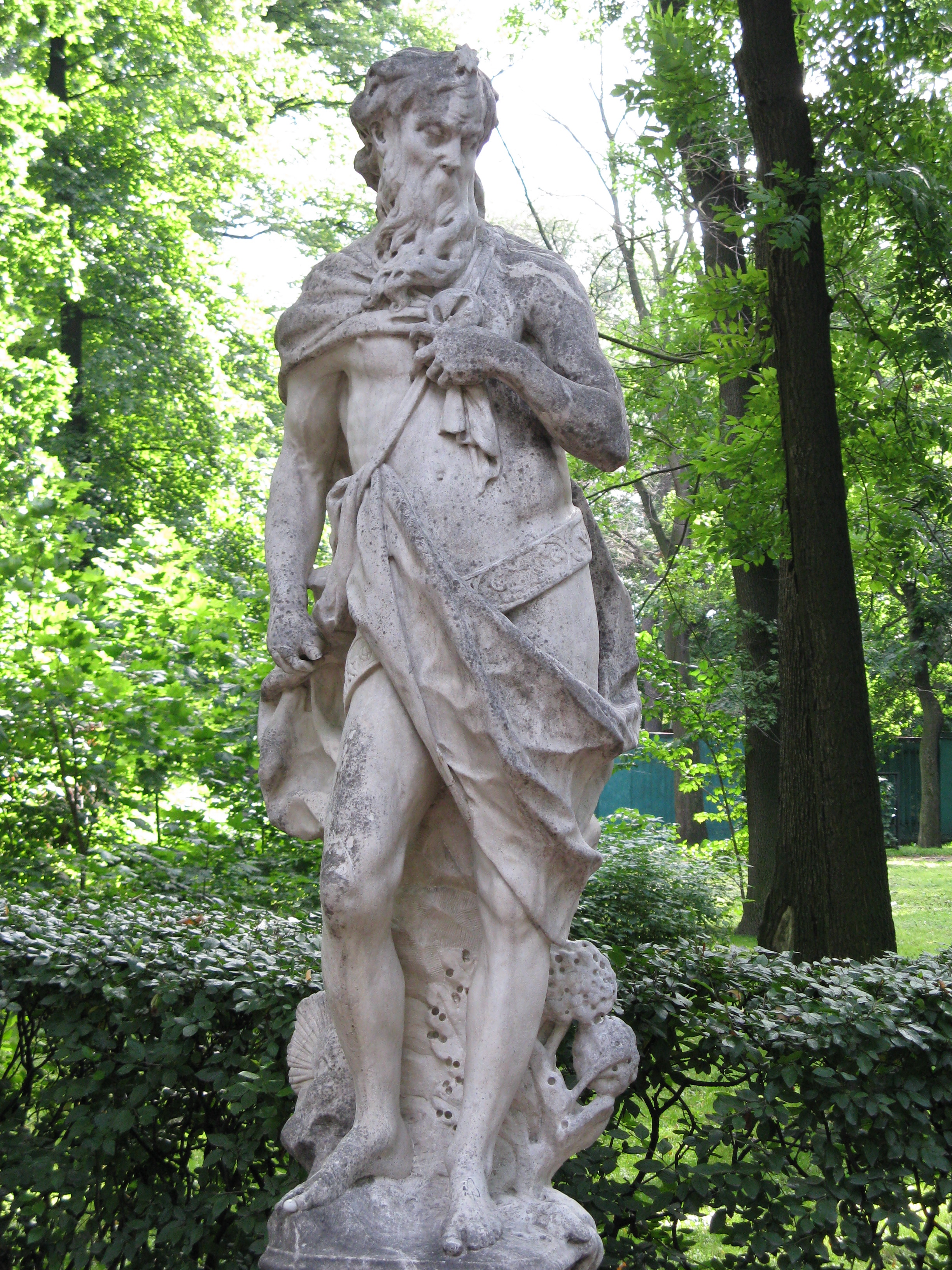
Ск. Дж. Бонацца. «Алегорія вечора», з циклу «Перебіг доби», 1717 р.

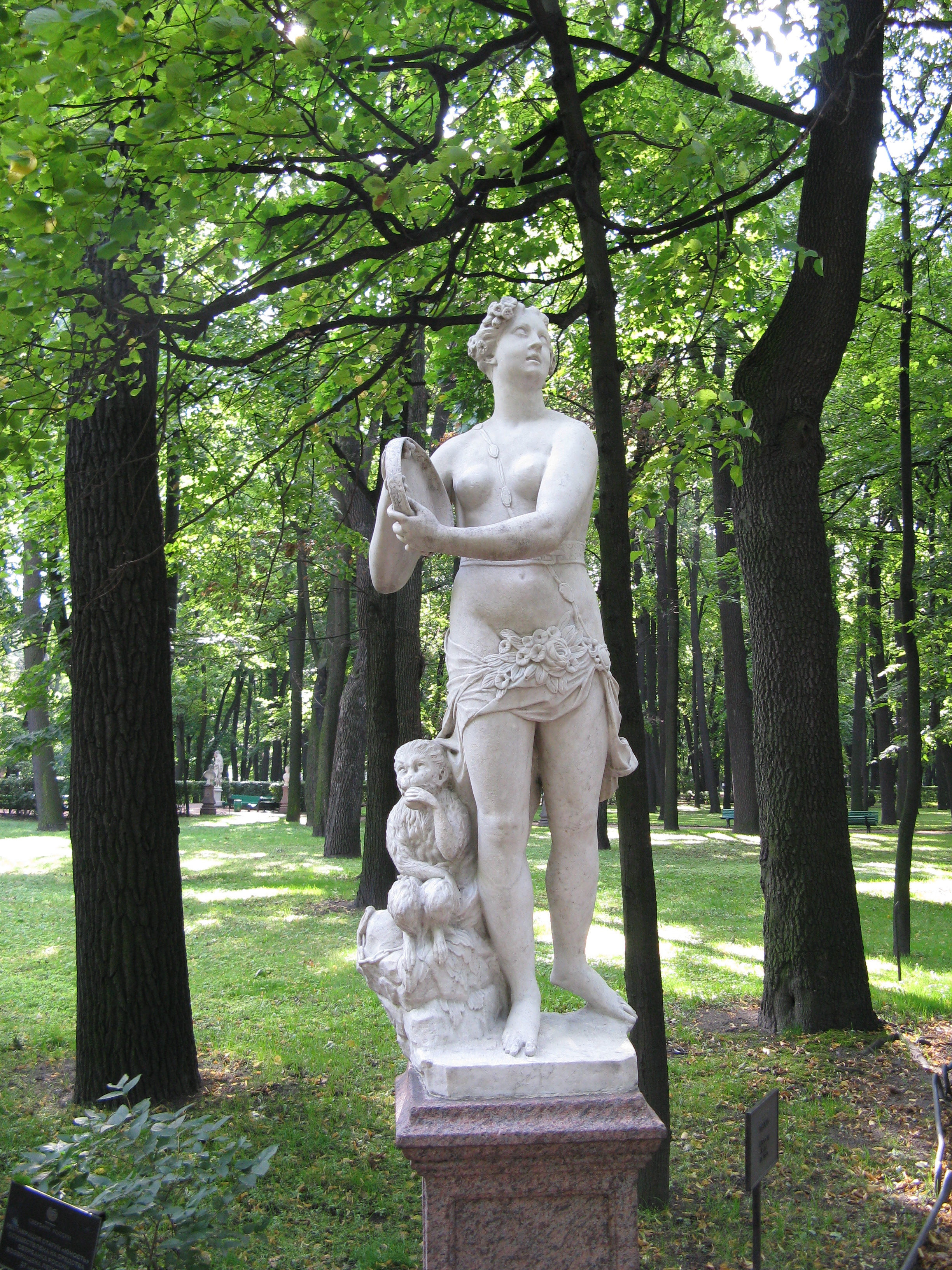
Антоніо Тарсія, «Алегорія молодості, мінливої як мавпа», Літній сад (Санкт-Петербург)

В 17 столітті стилістика бароко запанувала в Італії. Але не в Венеції, котра мала важкі стосунки з папським Римом, головним центром розповсюдження бароко. Підозріле ставлення венеційців до єзуїтів не сприяло значному поширенню стилістики бароко в місті. На запізнення бароко вплинули і політико-економічні фактори в місті. Католики Венеції відрізнялись не стільки релігійним фанатизмом, скільки релігійною індиферентністю. Відбитком напружених стосунків венеційського уряду з папським Римом було відлучення Венеції від церкви, яким покарав місто 1606 року папа римський Павло V.
А 1630 року чума забрала життя у 150 000 мешканців Венеції, тобто близько 33 відсотків мешканців. Все це не сприяло ні розвитку мистецтв, ні замовам і розвитку скульптури. Стан справ стабілізувався і покращився лише в другій половині 17 ст. Земельна аристократія облаштовує власні садиби на континентальних володіннях в террафермі. Виникає низка садиб з садами бароко і заміськими віллами, прикрашеними фресками, меблями тощо. Сади бароко потребували паркову скульптуру. Венеційські теслярі досить легко переходять від теслярського знаряддя на долота скульпторів. Увірвана скульптурна традиція наприкінці 17 ст. знов зміцніла, хоча венеційські скульптори вимушені наздоганяти скульпторів Риму і Флоренції.
В Венеції 17 ст. працювало досить мало дійсно видатних художників доби бароко, майже всі — іноземці і невенеційці (Доменіко Фетті, Бернардо Строцці, Йоган Лісс). Тепер вперед виходять венеційські скульптори з сакральною та садово-парковою скульптурою. В Венеції того часу пильно спостерігали за узурпаторами влади. Довгий час в місті єдиним монументом людині був кінний монумент полководцю Коллеоне (невенеційцю) роботи Андреа дель Верроккйо, теж невенеційця. Венеційський дож міг розраховувати лише на парадний офіційний портрет та скульптурний надгробок в церкві.

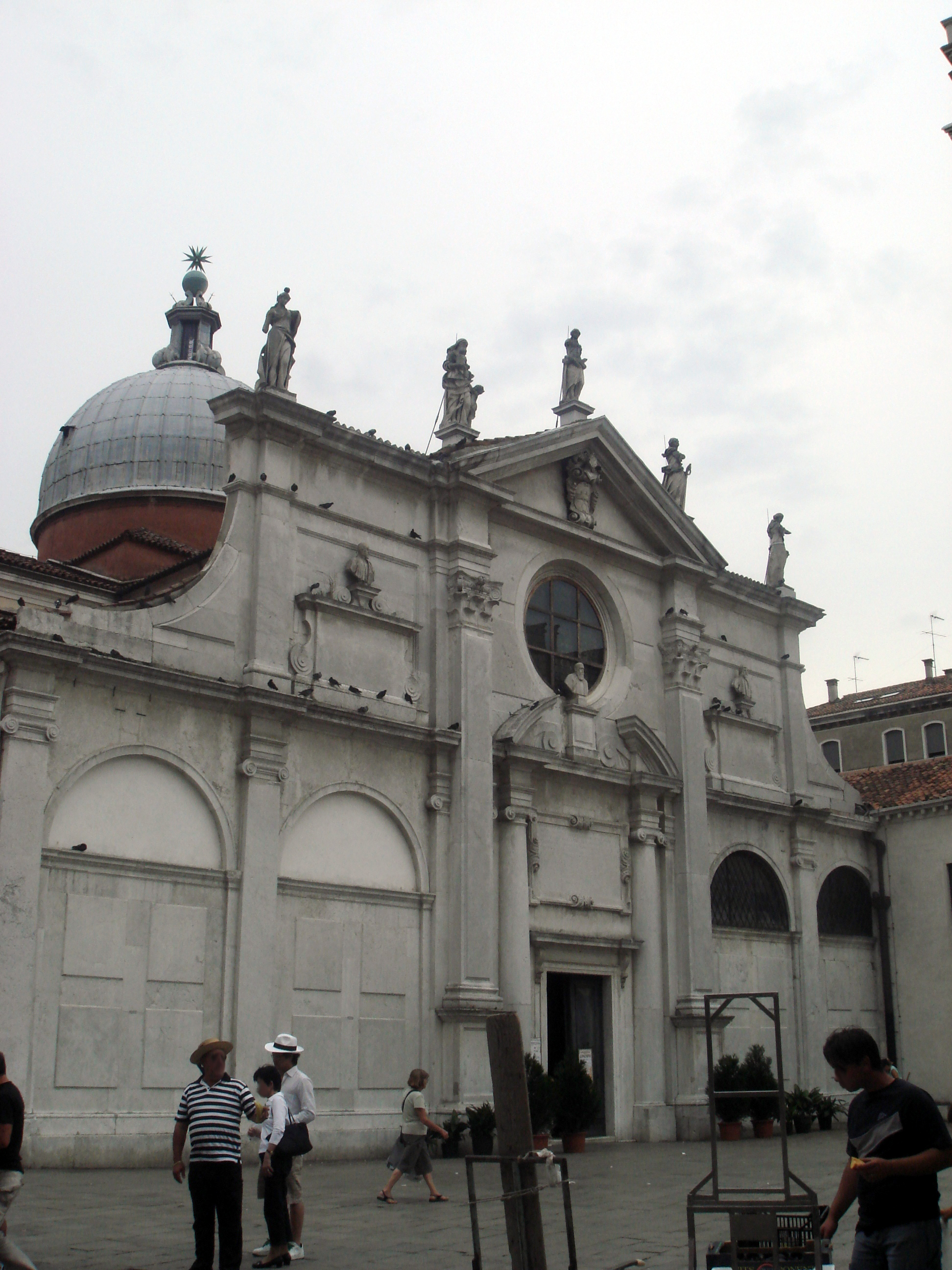
Церква Санта-Марія Формоза
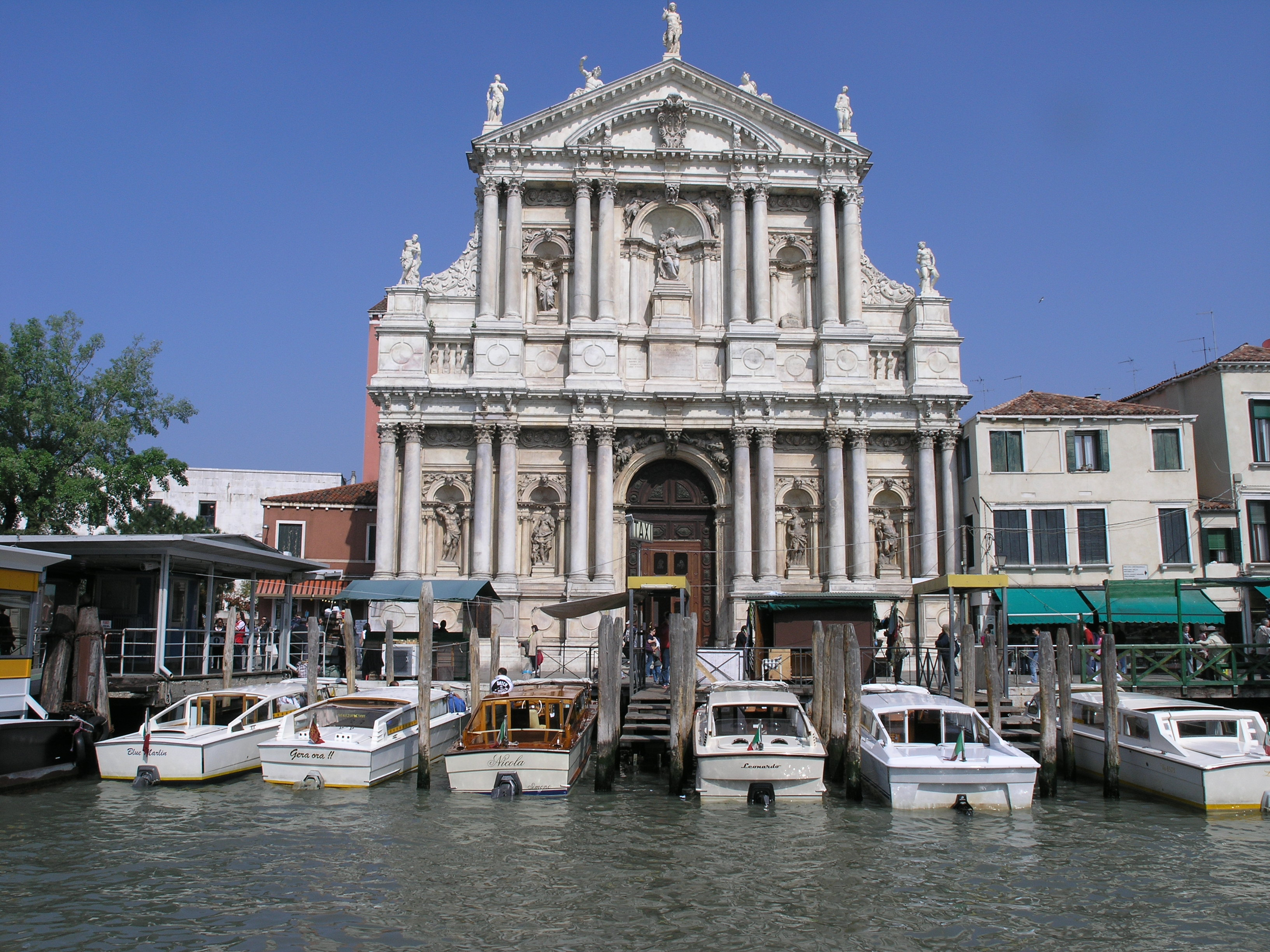
Церква Скальці
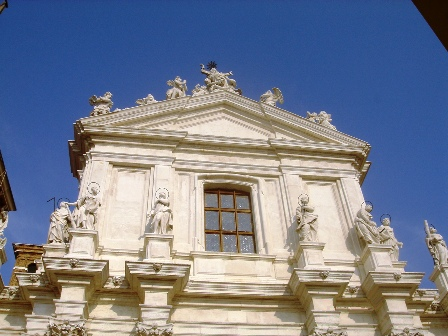
Церква Джезуїті

Скульптурами прикрашали лише венеційські церкви, тому більшість венеційських скульпторів працює за замовами церковних громад (п'ять скульптур для фасаду церкви Санта Марія вілли Вічентіна (Сан Рокко, Св. Матвій, Іван Хреститель, Св. Антоніо абат, Санта Марія Розарія) роботи П'єтро Баратта, каплиця вілли Манін, скульптури роботи Джузеппе Торретто, скульптури для церкви Санта Марія Глоріоза деі Фрарі та церкви Санті Джованні е Паоло — Джованні Бонацца, рельєф «Розп'яття» для церкви Сан Джеміньяно — Бортоло Модоло).
Солодкий полон вже вироблених попередниками 17 століття схем і сюжетів підтримує авторитет венеційських скульпторів, що отримують замови і з-за кордону. Грубувату садово-паркову скульптуру веронських,падуанських, венеційських майстрів вивозять в Польщу, Німеччину, Австрію, Російську імперію. За іноземними замовами працюють — П'єтро Баратта, Антоніо Тарсія, Джованні Бонацца, Джованні Дзодзоні, Джузеппе Торретто, Джованні Марія Морлейтер, Генрі Моренго, Джованні Маркіорі, брати Гропеллі та низка другорядних майстрів чи простих ремісників.
Художні манери венеційських майстрів наближені одна до одної, для вироблення яскравих особистостей на кшталт Матьяша Бернарда Брауна чи Пінзеля минуло мало часу. Тим не менше в венеційській скульптурі 18 ст. розрізняють —
- ретроспективний напрямок
- класицистичний
- рококовий напрям[5].

На старовинні, ретроспективні зразки орієнтувались Антоніо Тарсія, Франческо Бертос. На зразки класицизму — П'єтро Баратта, Джованні Бонацца та частково Джузеппе Торретто.
Стилістика рококо притаманна творам віртуозно працювавшого Альвізе Тальяп'єтра, Джузеппе та Паоло Гроппеллі.

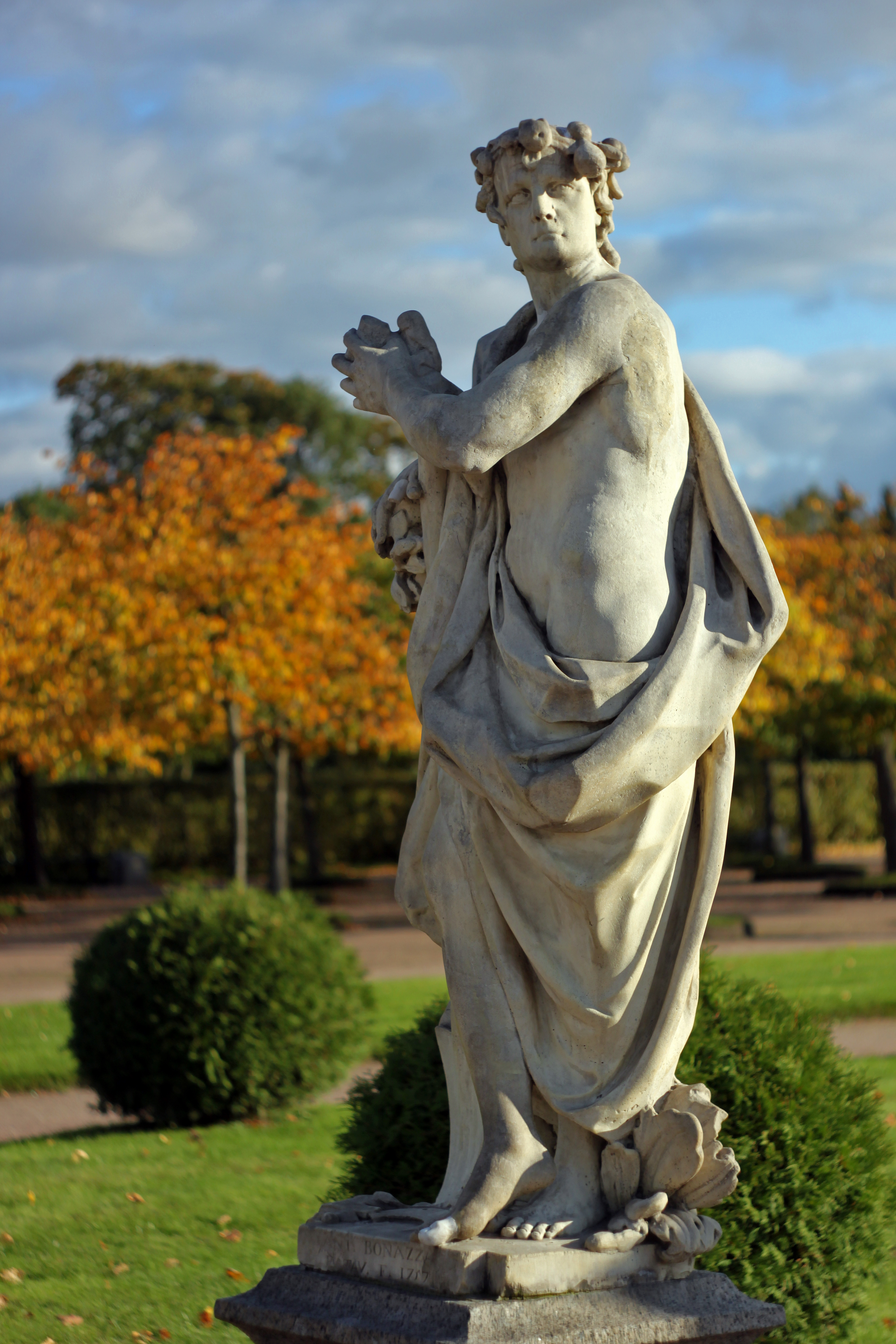
Ск. Антоніо Бонацца. «Вертумн, бог садів». Петергоф, Верхній сад.
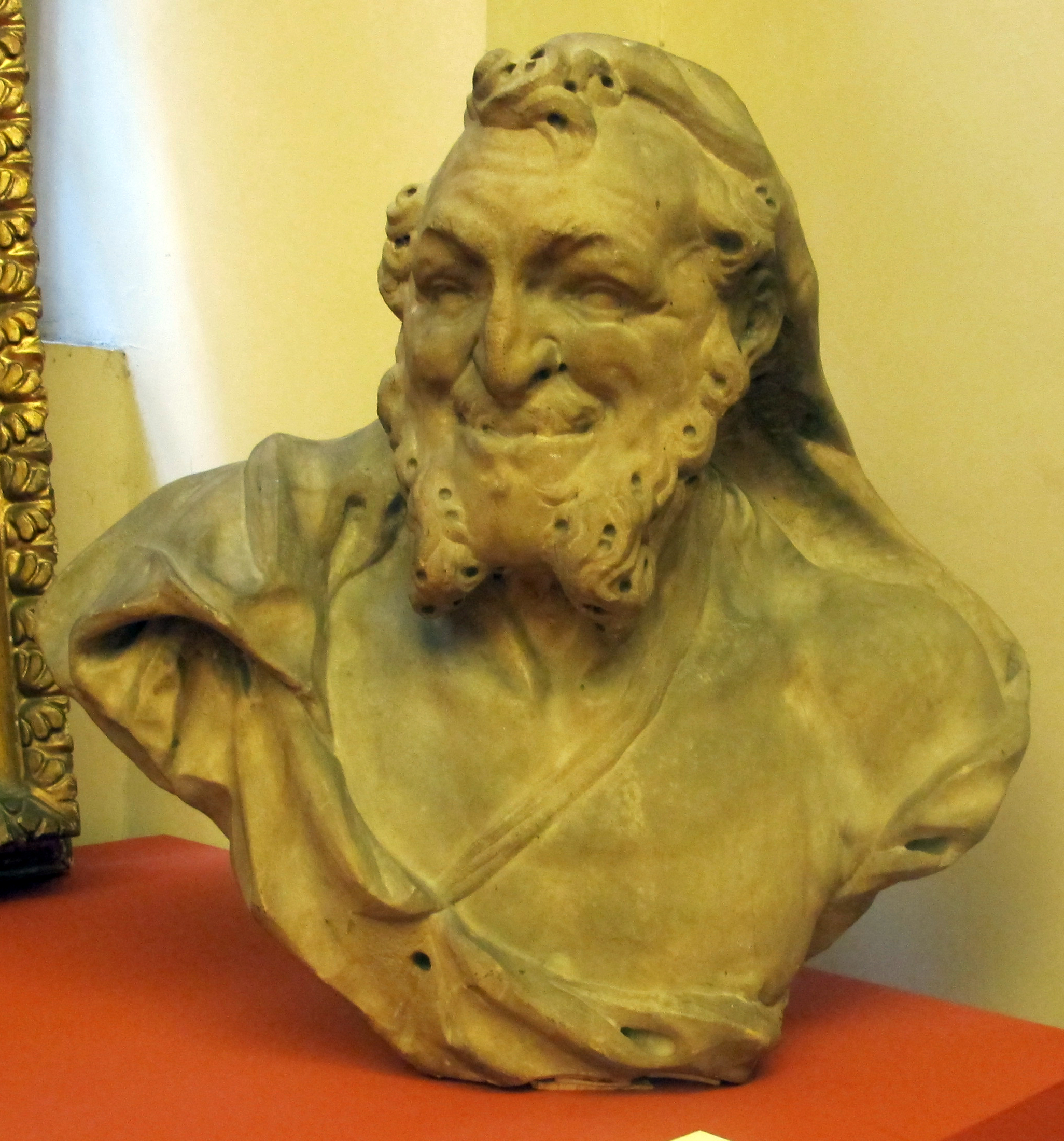
Джованні Бонацца. Філософ Демокріт, приватна збірка.
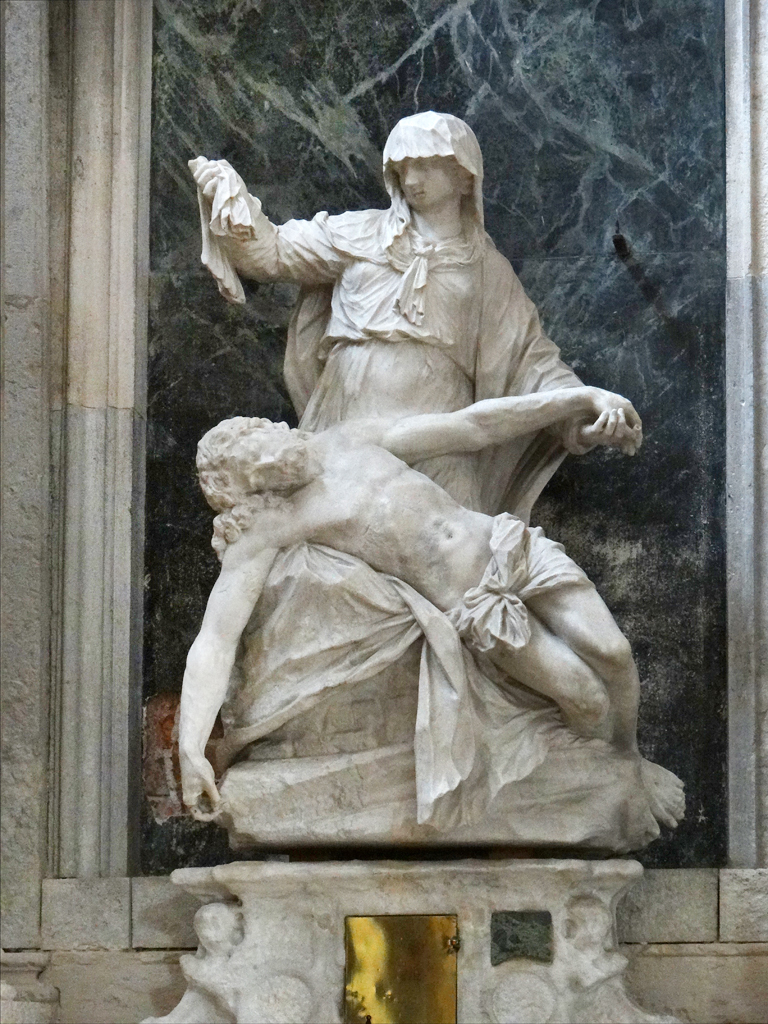
Джованні Марія Морлейтер. «Оплакування Христа», церква Св. Еуфімія

Венеційські скульптори швидко оволоділи стилістикою бароко та всім арсеналом алегорій. Виготовляють як погруддя, так і скульптури у повний зріст. П'єтро Баратта при замові монументу на честь Ніштатської мирної угоди 1721 р. просто звернувся до алегорії. Алегоричні скульптури красномовно розповідали про панівні ідеї доби — «Милосердя», «Щедрість», «Богиня війни Беллона», «Бог війни Марс», «Слава воякам». Про народження просвітництва сповіщають дещо нові алегорії — «Алегорія Торгівлі», «Алегорія Мореплавства».
Сади бароко наповнені алегоріями, де на галявинах ставлять скульптурні цикли з двох або чотирьох скульптур — «Сезони», «Перебіг доби» тощо. Два подібні комплекти має і Літній сад (Санкт-Петербург), на щастя збереглися їхні повні комплекти. Скульптурні образи насичують різноманітними емоціями — від легковажних і грайливих до трагічних чи філософських, котрі помітно зменшують їх просту декоративність. Чого вартий лише один напис на книзі барокової скульптури — «Милосердя важливіше за закон».

## Галерея

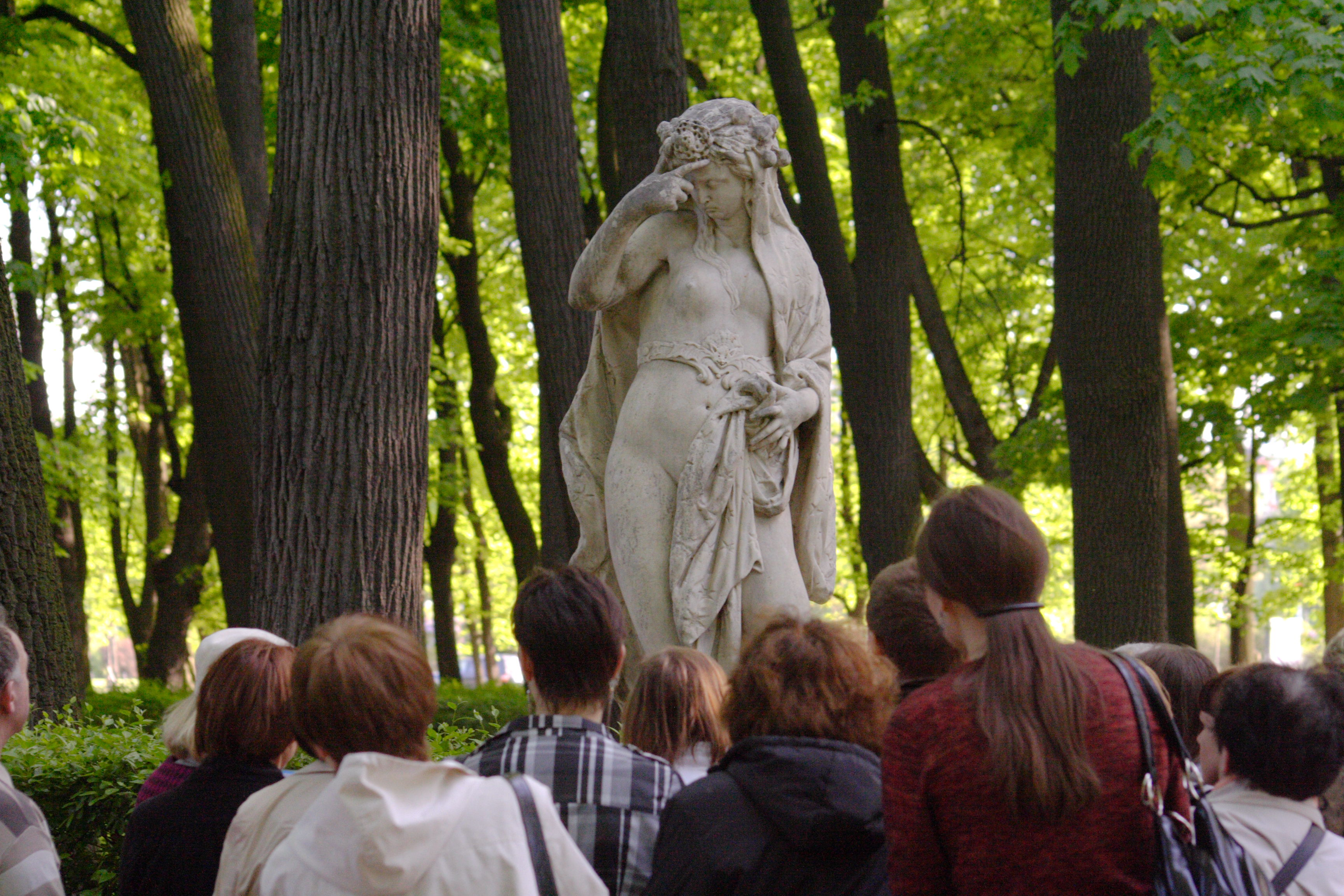
Ск. Джованні Бонацца. «Алегорія Ночі», цикл «Перебіг доби», 1717 р.

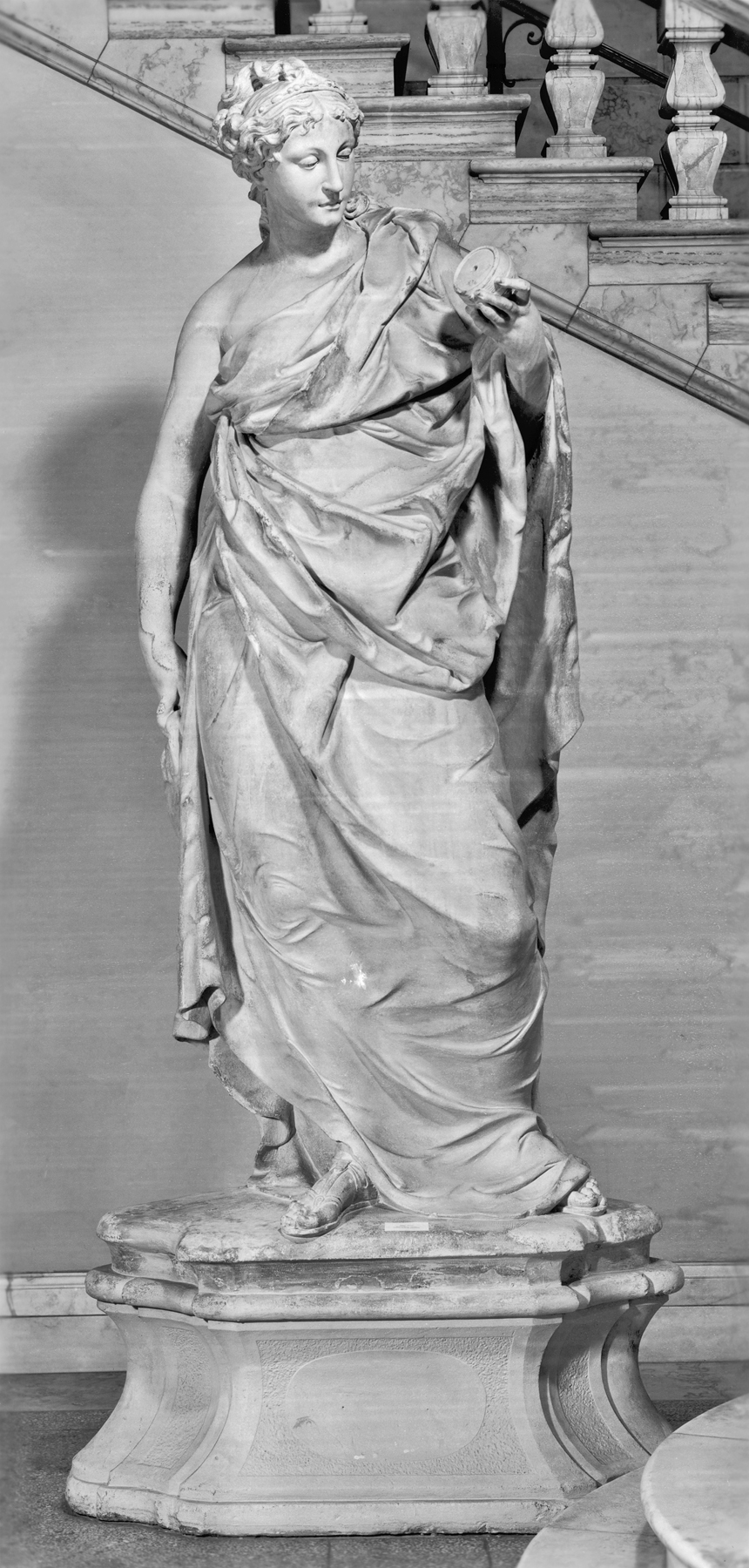
Антоніо Ґаі (1686—1769).Богиня астрономії Уранія. Художній музей Волтерс, Сполучені Штати.

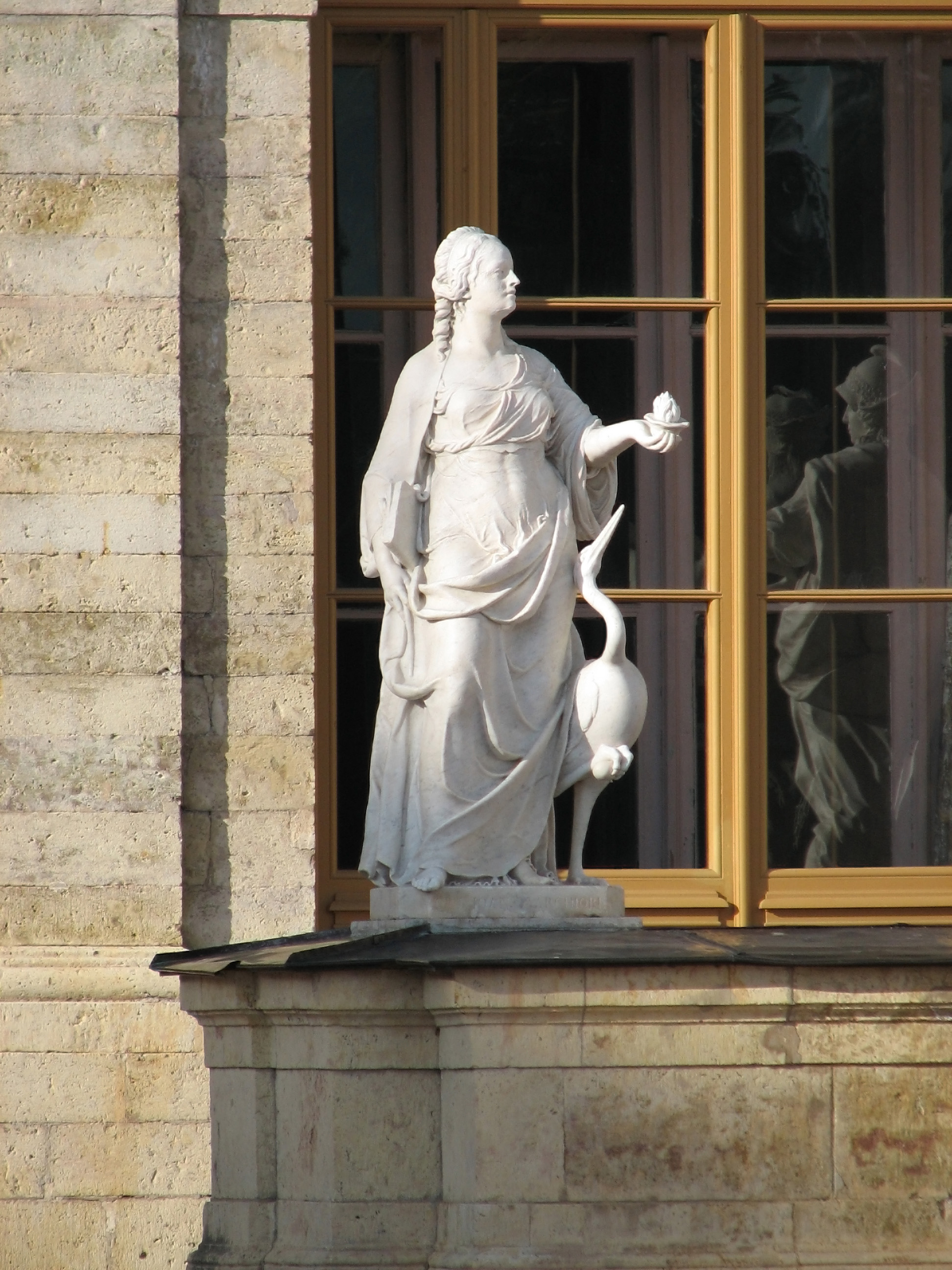
Ск. Морлейтер. «Алегорія Запобіжності». Великий Гатчинський палац, Росія.
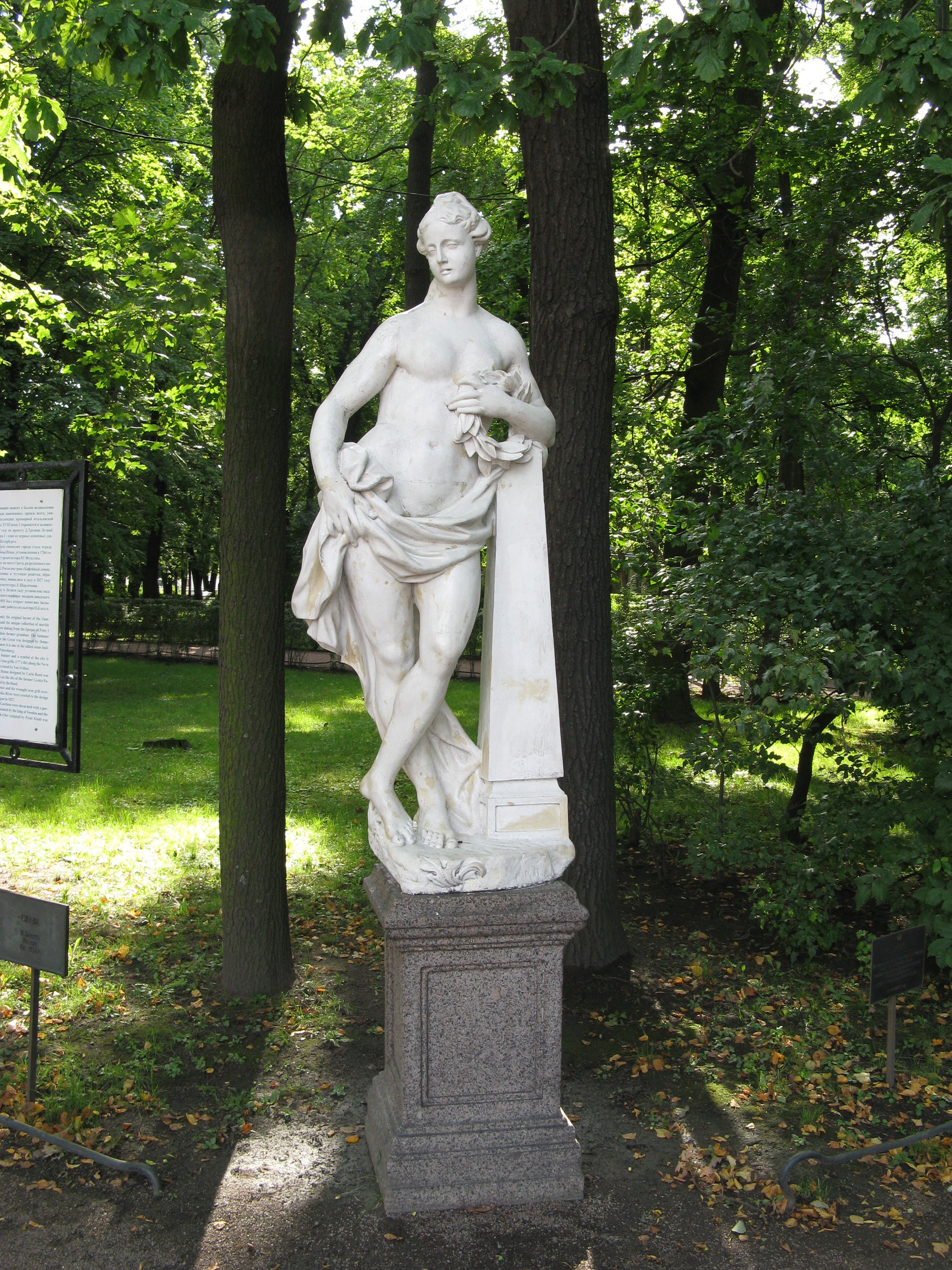
П. Баратта, алегорія «Слава воякам»
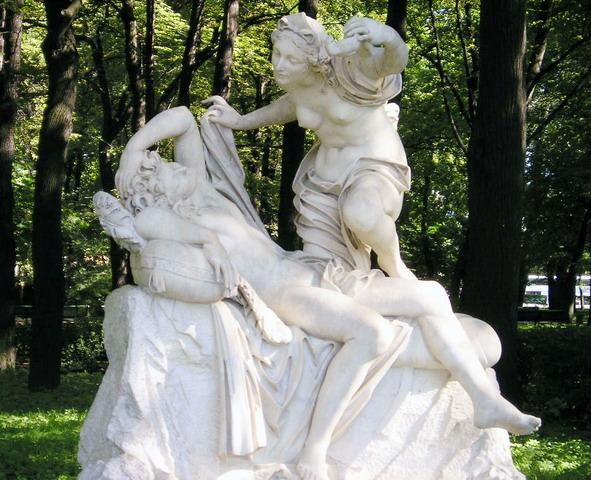
Ск. Д. Картарі. «Амур і Психея», Літній сад (Санкт-Петербург)
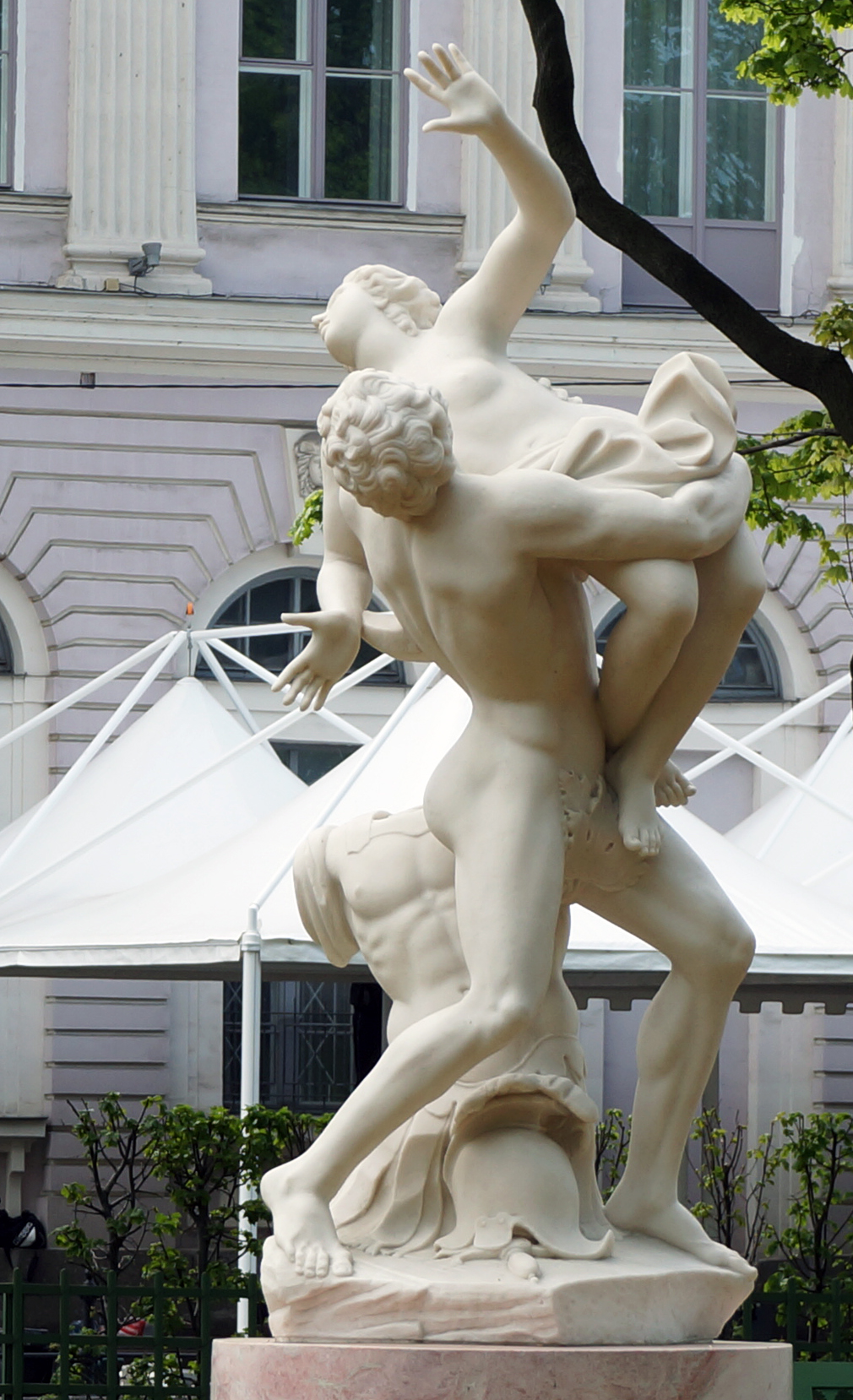
Скульптура «Викрадення сабінянки»
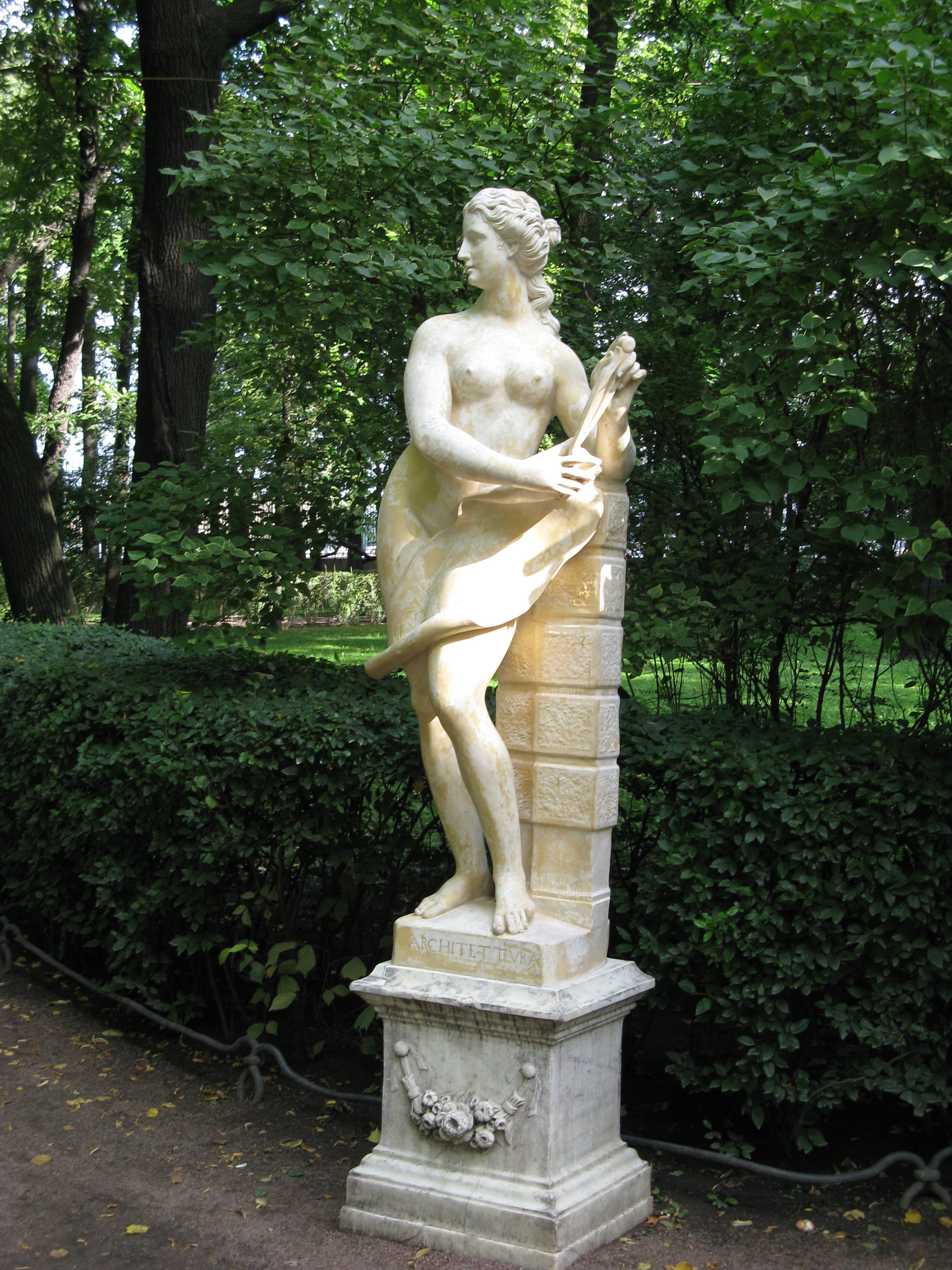
П. Баратта, «Алегорія Архітектури», 1722 р.
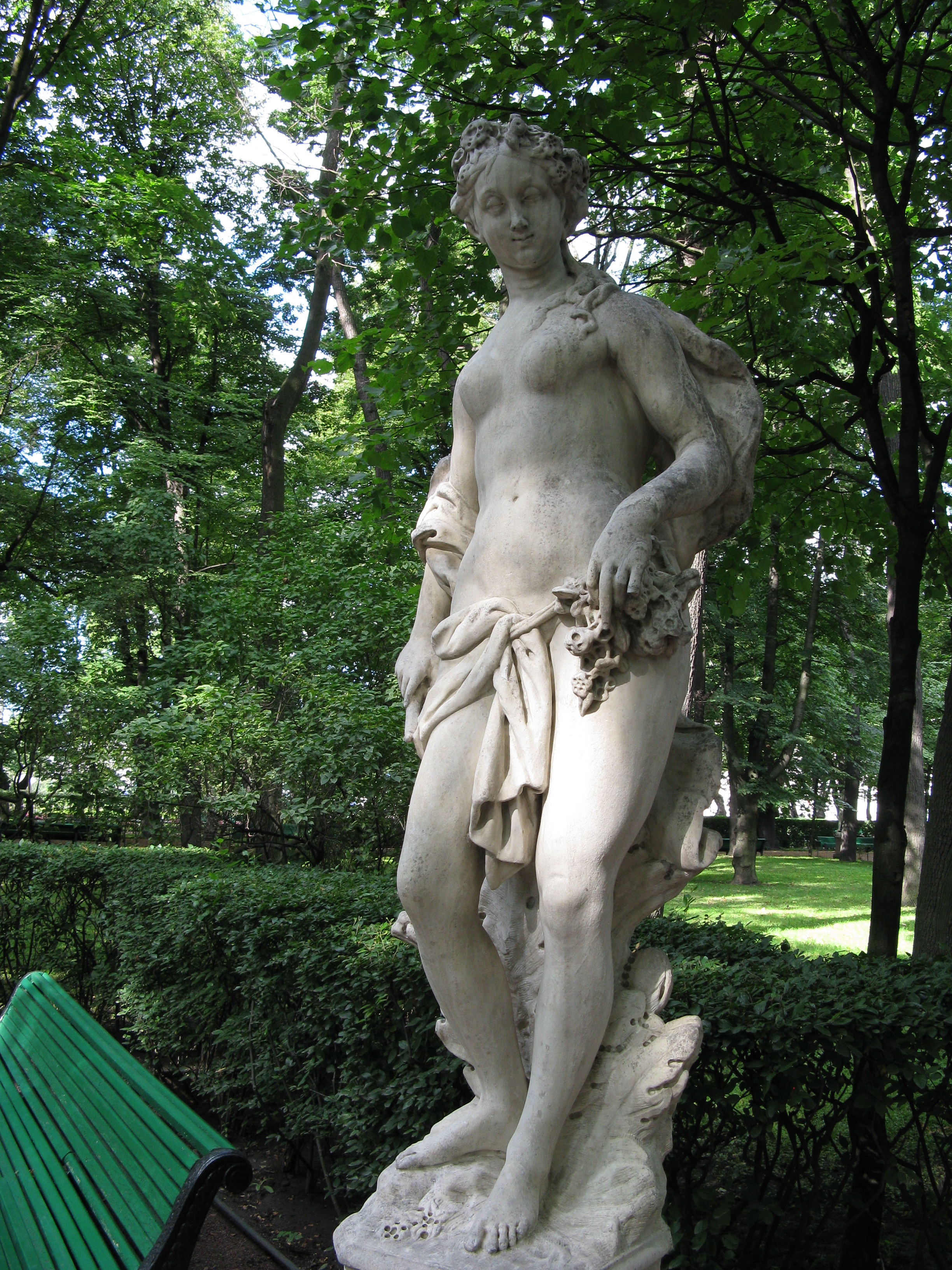
Богиня зорі «Аврора».
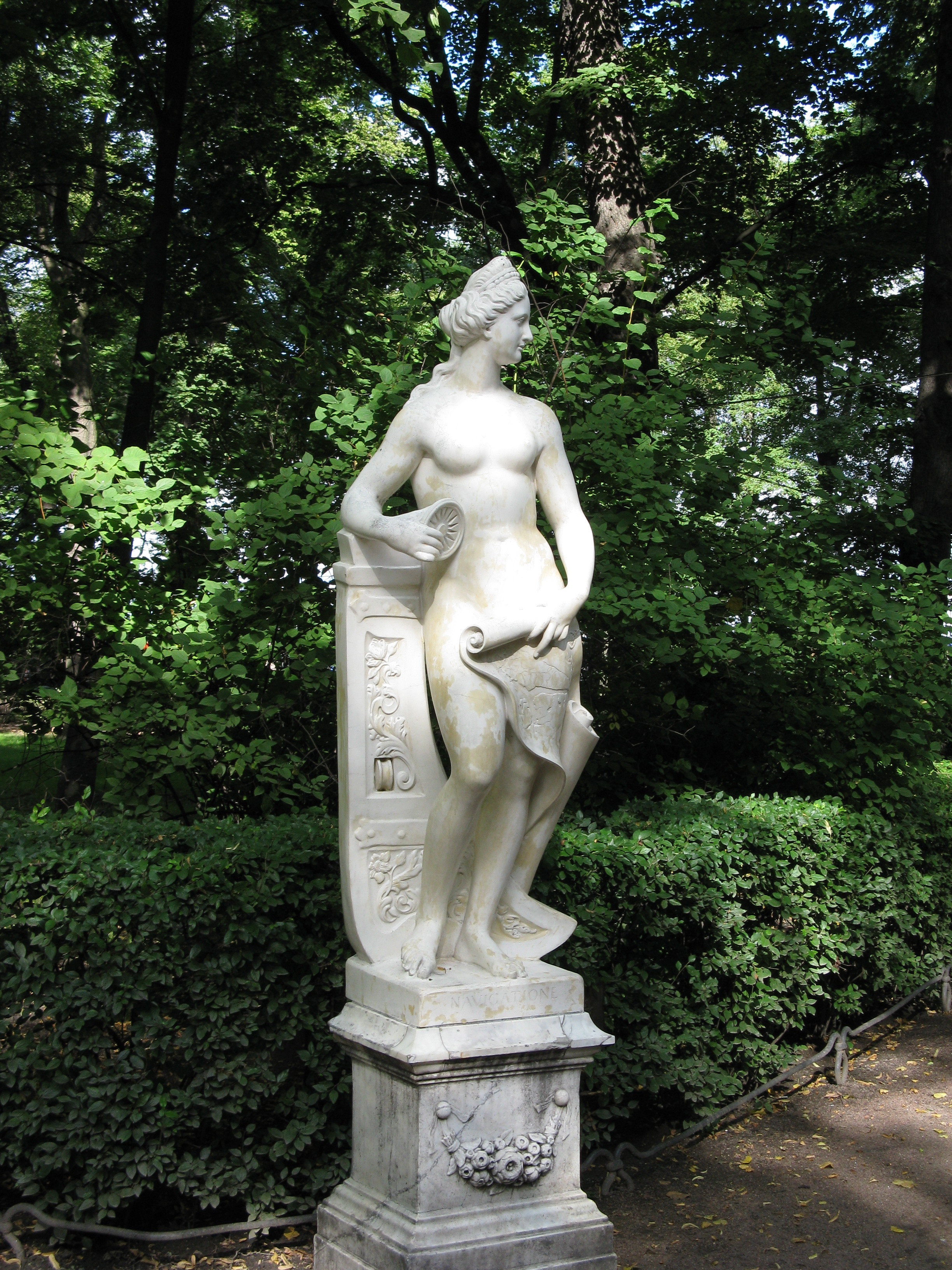
Майстерня П. Баратта. «Алегорія Мореплавства», 1722 р.
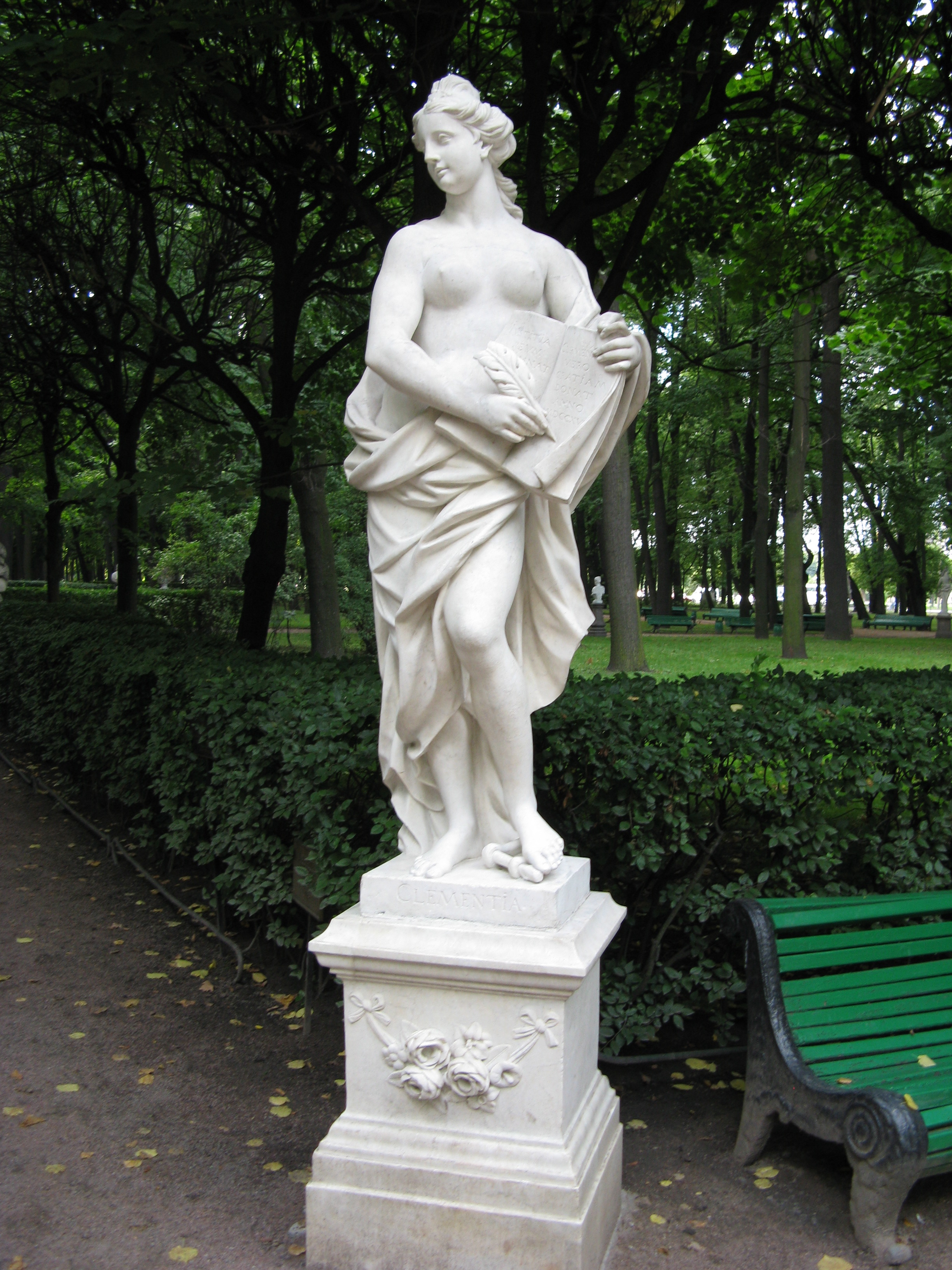
П'єтро Баратта, «Алегорія Торгівлі»
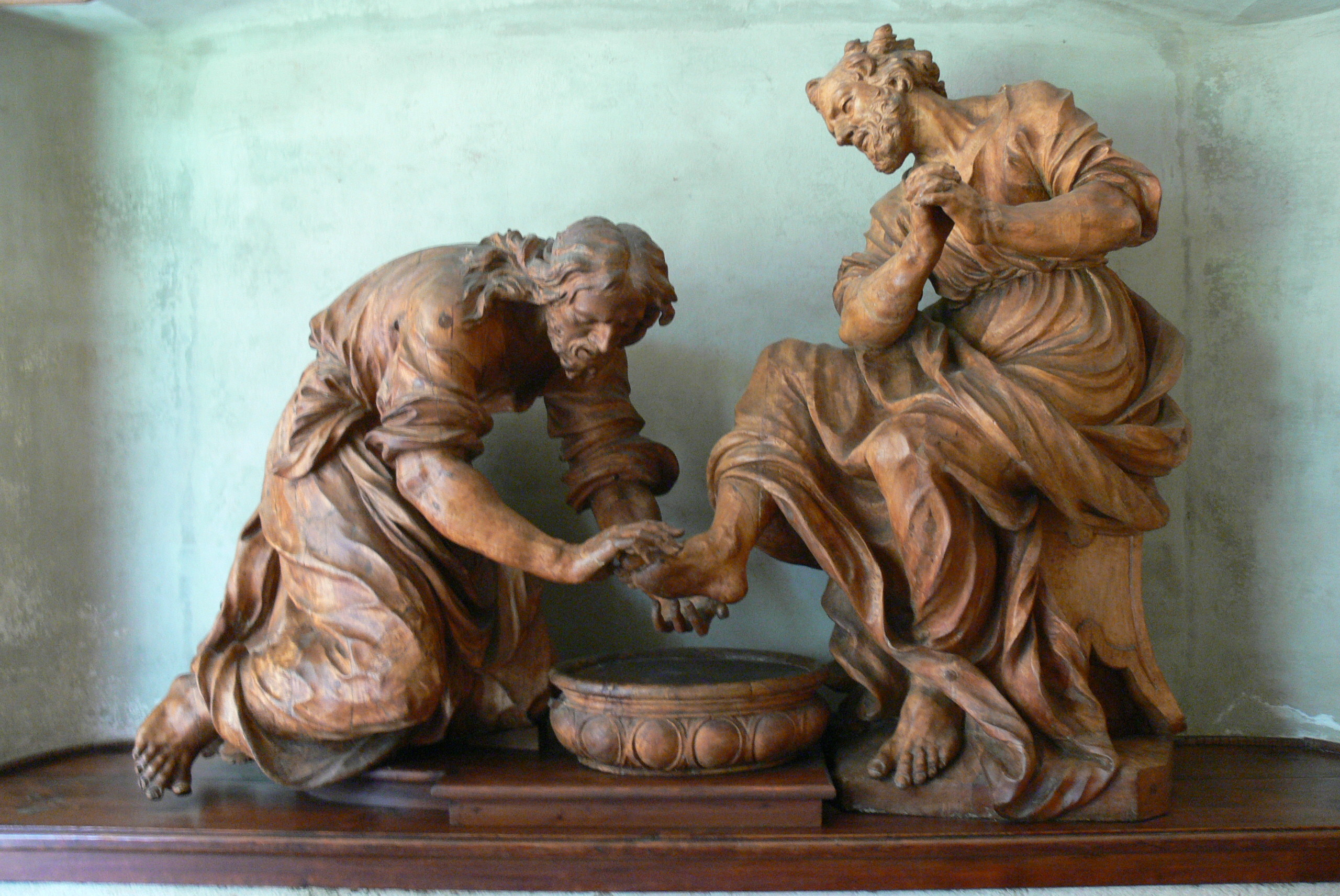
Джованні Джуліані. «Христос миє ноги апостолу Петру»,1-а пол. 18 ст., абатство Гейлігенкройц, Зульц-ім-Вінервальд, Австрія

## Академізм Антоніо Канова
Стилістику нової доби (класицизму кінця XVIII століття) розділяв венеційський скульптор Антоніо Канова (1757—1822). Майстер відмовився від споглядань реальності і поринув у химерний світ вигадано-міфологічних образів академізму. Не різноманітні і реалістичні зразки скульпторів доби бароко вплинули на нього, а залишки давньоримської скульптури, баченої в Римі, котрі Канова визнав за зразкові для себе. За думкою дослідника Аргана Дж. К. Канова «обрав шлях ідеалізації». За часів перебування і праці в Римі процес ідеалізації стає для нього головним.
За життя Канова мав репутацію найзначнішого зі скульпторів новітнього часу через моду на класицизм. У розвитку класицистичної скульптури він зіграв настільки ж ключову роль, що й Давід — у розвитку класичного живопису. Сучасники не шкодували пишних епітетів для опису свого поклоніння перед обдаруванням Канови, який, як тоді здавалося, витримував порівняння з найкращими скульпторами античності. Його надгробки — дійсно ефектні, портрети — ідеалізовані, компліментарні. Проте, ні «урочистий спокій композиції», ні «ясність і витонченість пропорцій» не вберегли Канову від звинувачень у «холодній абстрагованості образів, сентиментальній солодкуватості і салонній красивості, безжиттєвості гладкої, відполірованої поверхні мармуру», які справедливо висували проти нього пізніше історики мистецтва.

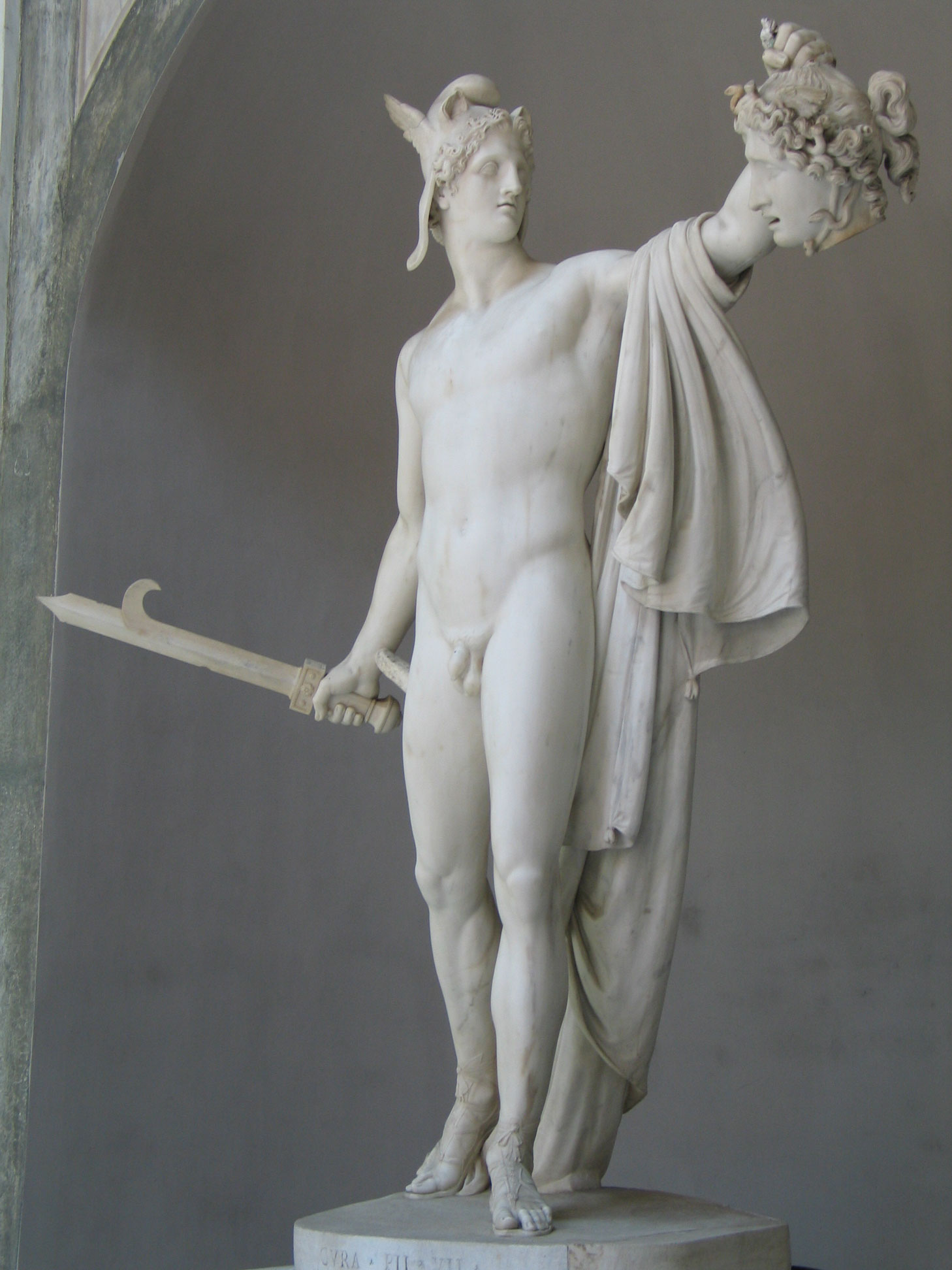
Персей з головою Медузи (Музей Пія-Климента)
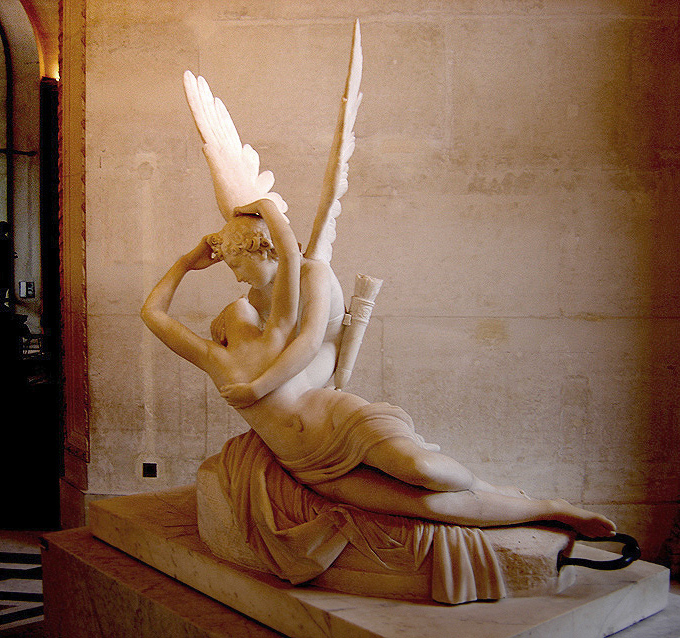
Амур і Психея (Лувр)
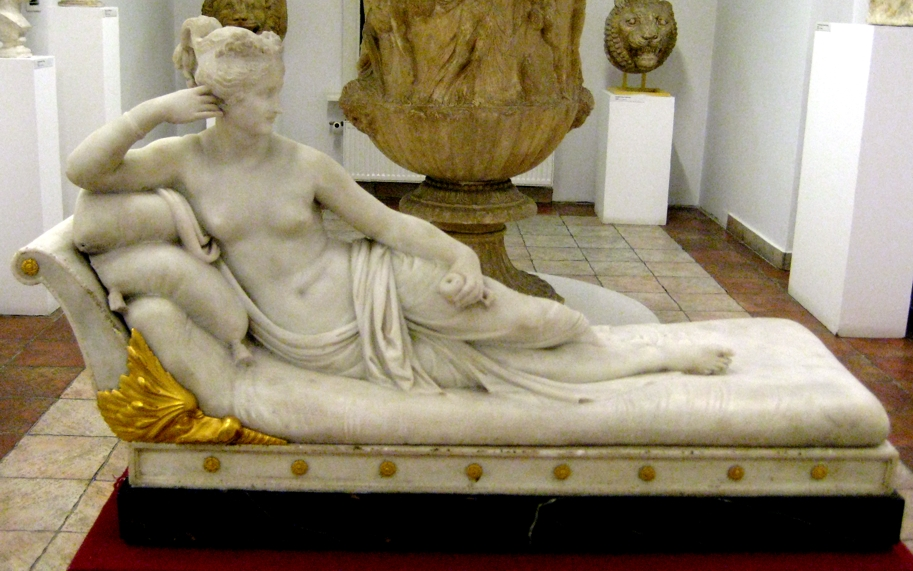
Поліна Боргезе в образі Венери
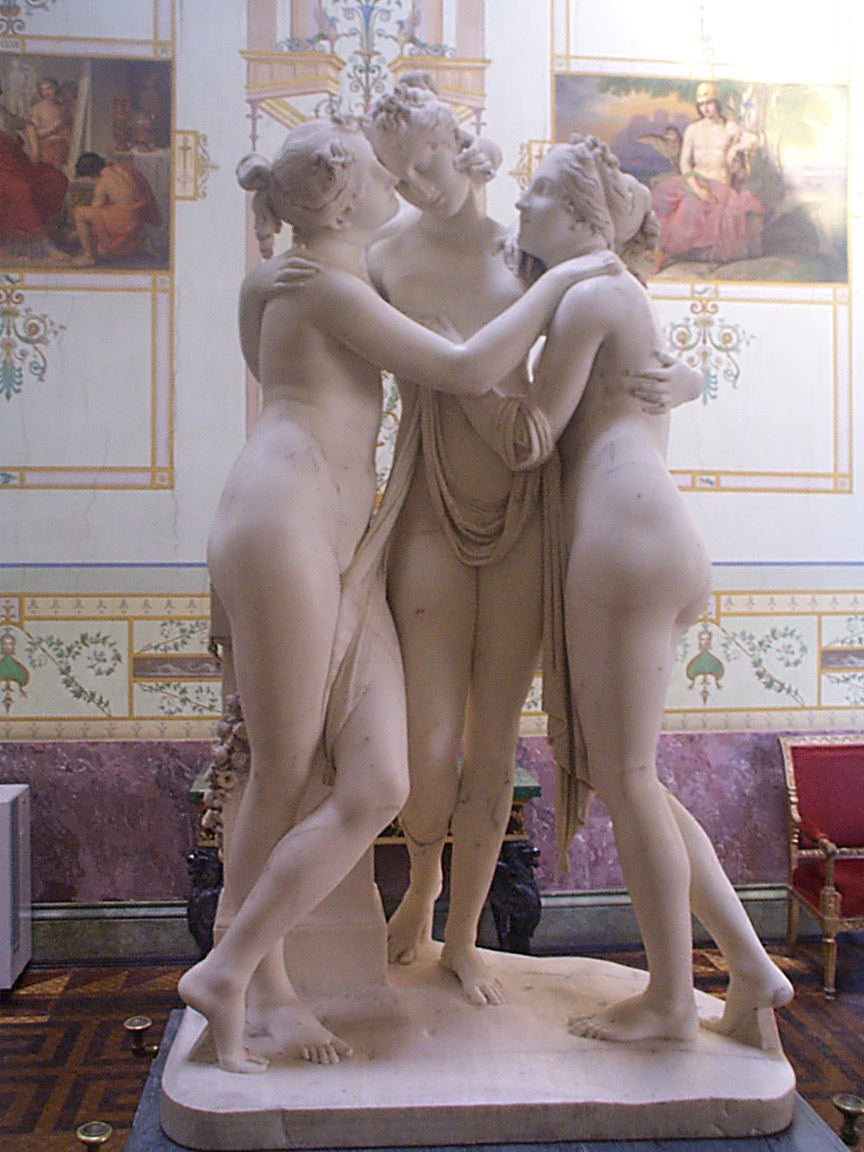
Три грації (Ермітаж)